# 軍事藝術

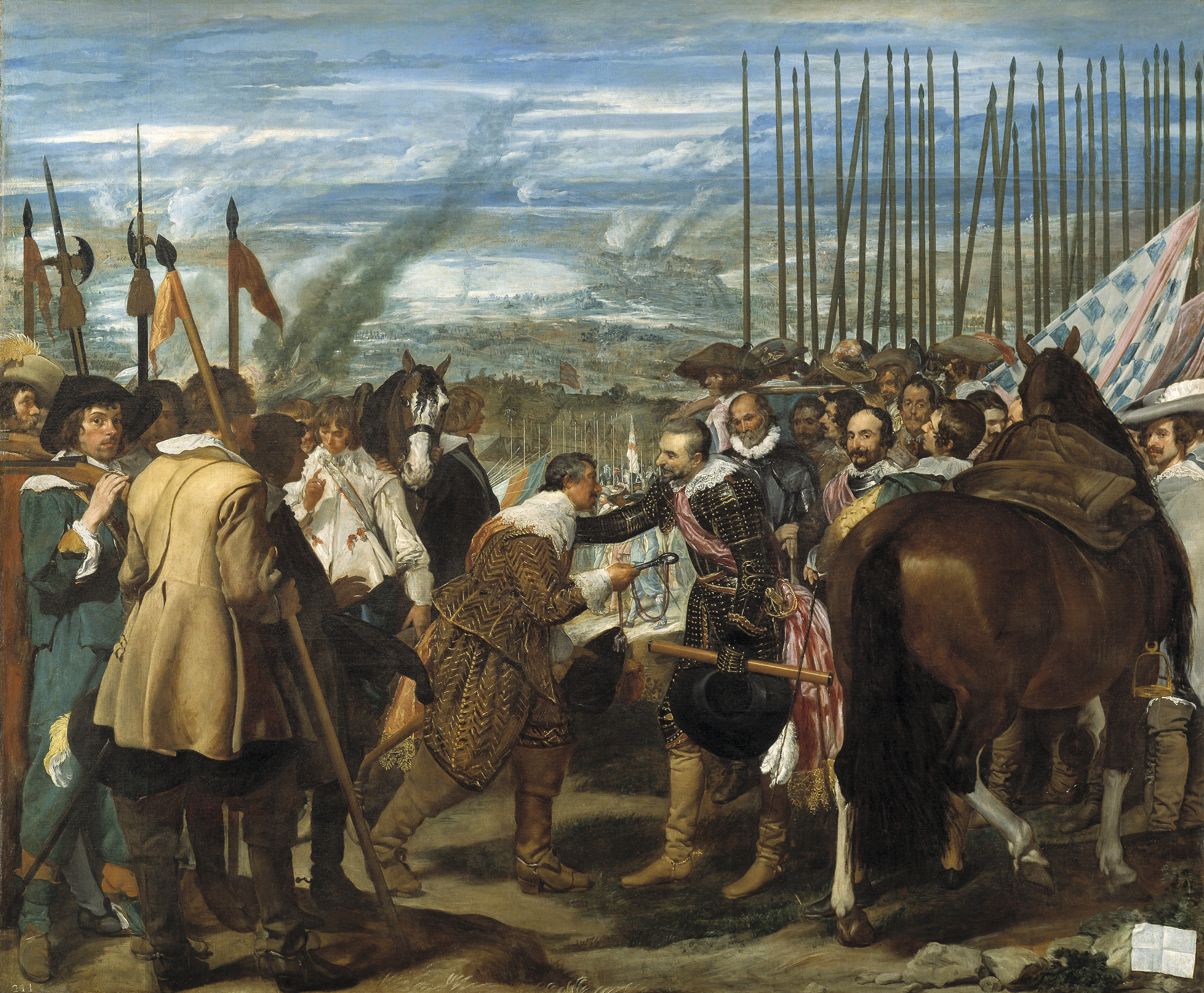
《布雷達之降》，由委拉斯開茲於1634至1635年間創作，描繪雙方和平會面並交出城市的擁擠場景。

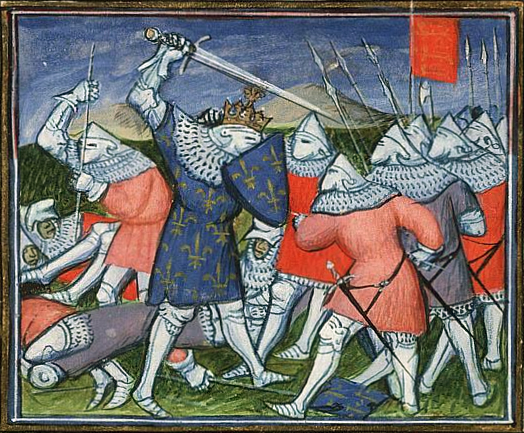
1356年普瓦捷戰役，摘自約1410年創作的《弗華沙年鑑》手抄本

軍事藝術是指以軍事或戰爭為主題的各種藝術形式，無論風格或媒介為何。戰爭場景可說是人类文明中最古老的藝術類型之一，歷代统治者熱衷於透過藝術讚頌軍事勝利，並藉此威懾潛在敵人。然而，對於戰爭中其他面向的描繪，特別是受傷者和平民苦難的呈現，則是在較晚的時期才逐漸出現。除了以軍事人物肖像為主的作品外，描繪戰場上無名士兵的藝術也十分常見。自從軍服被廣泛使用以來，此類作品通常著重於展現各式制服的多樣性與細節。
軍事藝術自古以來便存在，後在文藝復興時期逐漸興盛，尤其是在義大利，並迅速傳播至法蘭西和尼德蘭地區。佛羅倫斯及其他義大利城市中所創作的「勝利畫」是最早的軍事藝術範例之一，且多以當代的軍事事件為主題。這些最初的軍事藝術作品，目的在於透過圖像讚頌特定領主的勝利，此後的海戰場景亦為軍事藝術中的常見題材，無論是激烈的戰鬥畫面，或專門描繪軍艦的「艦船肖像」，通常被歸類為海洋藝術的分支。19世紀後期，隨著大型軍事裝備的發展，例如戰機與坦克也催生出描繪這些裝備為主題的藝術作品。
進入20世紀以後，許多國家官方會聘請戰地畫家，親赴戰地記錄軍隊的作戰情形。雖然畫家得以更貼近戰爭現場，但戰爭場景的主流呈現方式仍然以流行的圖像媒體與電影為主。「戰爭藝術」一詞，有時專指20世紀戰爭期間所創作的軍事藝術作品。

## 發展

### 古代

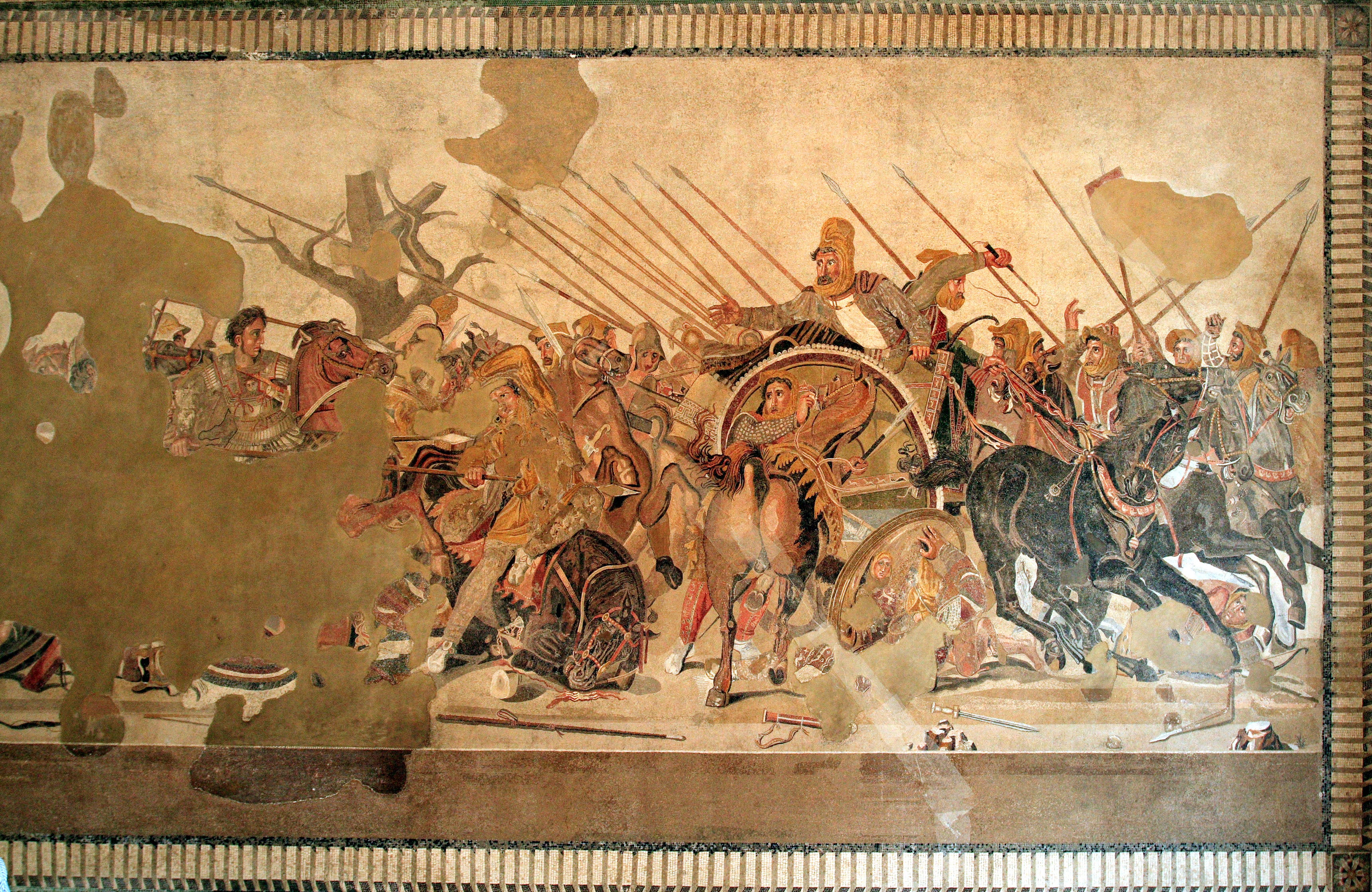
一張羅馬亞歷山大鑲嵌畫描繪了亞歷山大大帝（左方）擊敗大流士三世的經典戰役場景。這幅鑲嵌畫約於公元前100年完成，於龐貝發現。

自古以來，軍事主題的藝術便一直存在。 例如，來自埃及原王朝時期（約公元前3500至3000年）的戰場調色板，雖不完整，卻展示了被俘囚犯被押走及野生動物啃食屍體的場面。同期的納爾邁調色板則以更具象徵性的風格，展現軍事勝利的意象。約公元前2500年的禿鷹石碑是多件美索不達米亞「勝利石碑」之一。
同時期，已知最早描繪城市圍困場面的圖像，出現在埃及上埃及第21省官員因蒂（Inti）墓中，他生活於第五王朝末期。 該畫面生動呈現埃及士兵攀爬梯子攻入近東一座堡壘的城牆。 雖然公元前1274年的喀德西戰役結果尚無定論，但由拉美西斯二世所建浮雕顯示，他駕馭戰車擊潰赫梯帝國的軍隊。
現存的亞述雕塑以大型石雕浮雕為主，細緻描繪軍事遠征與狩獵場景，其中拉基什浮雕即為典範。古希臘的帕德嫩神廟雕塑呈現城邦騎兵隊伍的長隊列，許多古希臘陶器也描繪了戰鬥場景。在中國漢朝時期，著名的石雕浮雕約於公元150至170年間出自武氏祠，描繪了討伐董卓之戰中騎兵部隊的戰鬥場面。
古羅馬藝術中，最華麗的軍事藝術作品莫過於羅馬凱旋柱，其柱身盤繞著描繪漫長軍事遠征的浮雕，著名者包括位於羅馬的图拉真柱與馬可奧里略圓柱}，亞歷山大鑲嵌畫描繪亞歷山大大帝（左方）擊敗大流士三世的戲劇性的戰役場景，此鑲嵌畫於龐貝被發現，可能是失傳畫作的複製品。
許多希臘化時代與羅馬石棺上，常見擁擠的戰鬥場面，有時題材為神話中的亞馬遜戰爭，描述亞馬遜女戰士與古希臘人的戰鬥，這些並非特定歷史戰役，也不一定用於埋葬具有軍事經驗的人。此類場景對文藝復興時期的戰鬥繪畫有深遠影響。
至晚期羅馬帝國時期，硬幣背面經常刻有士兵形象及讚頌「我們的弟兄」的銘文，這無疑是為了宣示軍隊的團結，藉以避免新一輪的軍事叛亂。

### 中世紀
在基督教藝術中，教會所創作的作品通常避免描繪戰爭場景，儘管在少數晚期古典藝術題材中，會見到身穿將軍軍裝、如勝利凱旋皇帝般的基督形象，象徵基督征服魔鬼，例如在踐踏野獸的基督及其他類似聖像學中可見。盎格魯-撒克遜藝術中，上層階級對暴力的偏好使「基督下地獄」（基督率眾突襲撒旦堡壘）成為標準《基督生平》循環中的重要場景。 穿軍裝的士兵聖人深受歡迎，而大天使米迦勒以十字架下端如長矛般刺殺化為巨龍的撒旦形象亦廣為流傳。一些彩繪手抄本插圖則描繪了《舊約聖經》中的多場戰役。
至於欧洲中世纪美术，為世俗贊助人所創作的作品則常呈現軍事主題。15世紀的歷史類彩繪手抄本《格魯特胡斯之路易的弗華沙編年史》中，112幅插圖多為戰爭場面。《愛之城堡圍攻戰》是哥德時期常見於象牙鏡盒上的題材，描繪騎士攻打由貴婦防守的城堡，這源自於宮廷之愛文學中的比喻。
11世紀的《貝葉掛毯》是一幅線性連續的全景敘事作品，描繪1066年諾曼征服及黑斯廷斯戰役的相關事件，它是唯一保存至今的此類刺繡掛飾，曾為富有的盎格魯-撒克遜人用以裝飾居家。在伊斯蘭藝術中，戰鬥場景多取材於英雄史詩的虛構故事，是波斯細密畫的常見題材。此類作品採用高空視角，使場景較西方藝術更易理解。

### 文藝復興及黃金時代繪畫時期
在義大利文藝復興繪畫中，眾多一線畫家大幅增添軍事題材作品。戰爭繪畫多描繪當時或近期的戰事，例如保羅·烏切洛於約1445年創作的巨幅三聯畫《聖羅馬諾戰役》，以及米開朗基羅未完成的《卡希納之戰》，和李奧納多·達文西未完成的《安基亞里戰役》。這兩幅畫原計畫分別置於佛羅倫斯舊宮兩側，但皆未完成。
文藝復興畫家憑藉精湛的人體描繪技巧，將戰爭場景作為展現複雜姿態的舞台；米開朗基羅選擇士兵沐浴時遭突襲的瞬間，幾乎所有人物皆為裸體。達文西的戰鬥畫以騎兵為主，其中央場景在被毀前廣泛流傳並產生深遠影響。藝術史學家弗雷德里克·哈特指出，此畫「對戰爭繪畫理念帶來根本變革，這股影響從晚期文藝復興延續至巴洛克，甚至影響拿破崙時代的英雄構圖及欧仁·德拉克罗瓦}的戰爭作品」。
這些作品多描繪佛羅倫斯對周邊城市的戰役，雖然規模相對較小，但來自悠久歷史的重要戰役同樣廣受關注。《凱撒的凱旋》由安德烈亚·曼特尼亚所繪，描繪尤利烏斯·凱撒的凱旋遊行，重點放在戰利品上而非隨行軍隊；而版畫系列《馬克西米連的凱旋》則兼顧兩者，並以神聖羅馬皇帝馬克西米連二世乘坐巨型戰車的畫面作結尾。《米爾維奧橋戰役》由朱利奥·罗马诺繪製，將這場重要且奠定基礎的戰役場景帶入梵蒂岡宗座宮拉斐尔房间中。《伊蘇斯戰役》由阿尔布雷希特·阿尔特多费創作，採用垂直構圖，仍被視為文藝復興時期最受推崇的戰役畫之一。其垂直格式乃因預定展示空間需求；此作是八幅戰役畫系列之一，由不同畫家合繪。「這是當時最詳盡且最具全景效果的戰役畫之一，」 其鳥瞰視角在後世數百年間廣泛被模仿，雖少有能達到同等戲劇性效果者。

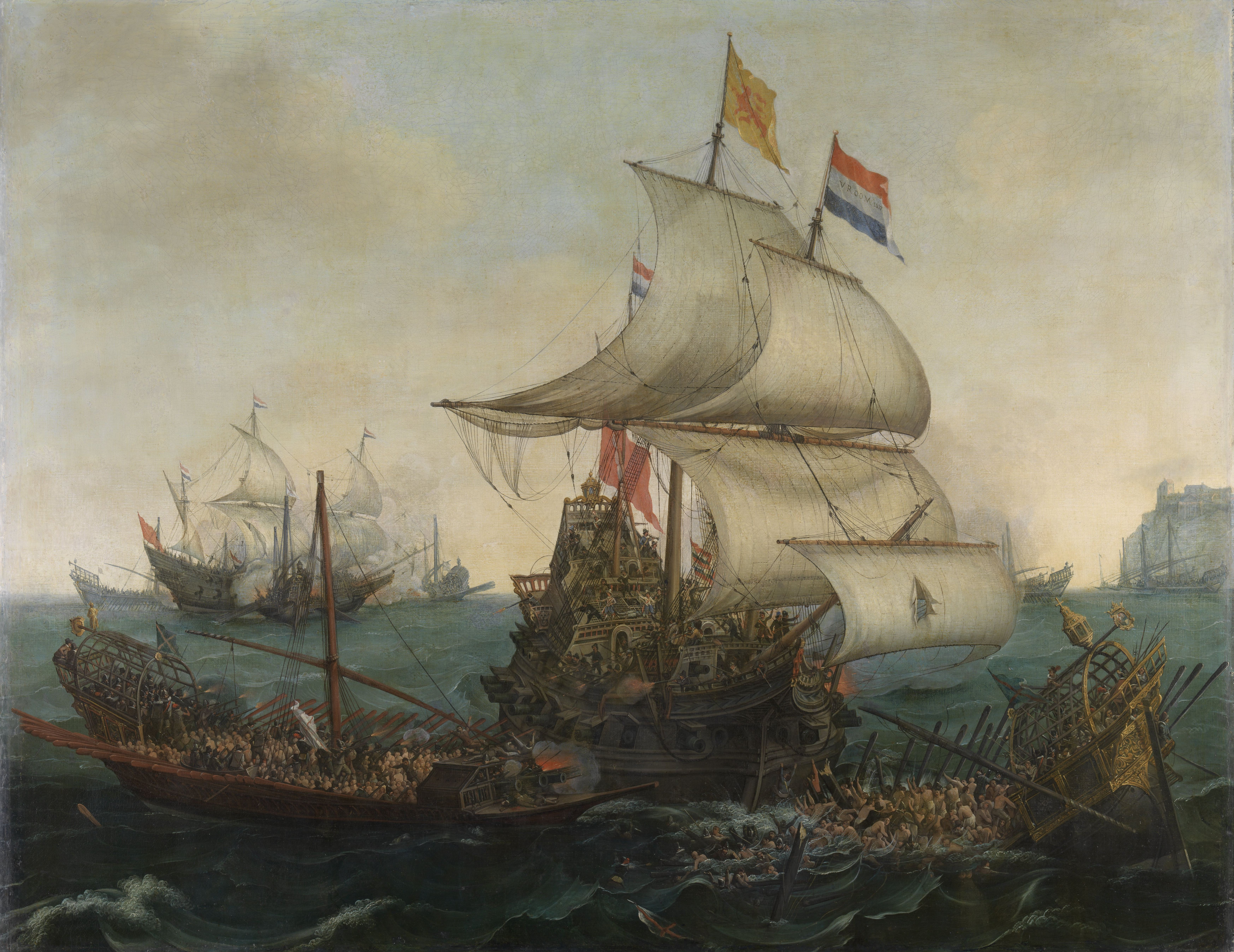
《1602年10月荷蘭船隻在佛蘭德海岸衝撞西班牙戰艦》，1617年，亨德里克·科內利斯·弗魯姆

在北歐，小規模士兵群像成為繪畫主題，許多畫家在早期大師版畫領域活躍，例如烏爾斯·格拉夫長期身為瑞士傭兵。這類作品開始描繪不那麼英雄化的軍人形象，因為戰時甚至平時軍人對平民往往構成威脅；儘管如此，蘭茲克奈西特兵誇張華麗的服裝仍廣受注目。彼得·帕雷特（Peter Paret）指出，自文藝復興起，「對世俗領袖及其政治體制的讚頌在中世藝術亦有此傾向，成為軍事藝術的核心詮釋，而非基督信仰」。
17世紀的荷蘭黃金時代繪畫中，海戰題材逐漸程式化，許多畫家專攻此領域，或選擇不涉足；此外，「海洋畫家始終面對極為挑剔的贊助階層」，如威廉·透纳遭英王「水手國王」威廉四世因其《特拉法加海戰》畫作不夠準確而拒絕。亨德里克·弗魯姆是最早的專職海戰畫家，後由老威廉·范·德費爾德與小威廉·范·德費爾德父子接棒，他們於1673年移居倫敦，實質創立英國海戰畫傳統，「留下驚人的英荷海戰視覺記錄，奠定後150年海戰畫規範」。弗魯姆亦為英國贊助者繪製描繪西班牙無敵艦隊敗戰的巨型掛毯，該掛毯後於1834年议会大火中焚毀。
17、18世紀的戰役畫多採俯视图，彷彿由鄰近高地俯瞰，因繪製趣味降低，多數大師避開此類題材。截然不同的戰爭視角則見於雅克·卡洛於三十年戰爭期間創作的12幅蝕刻版畫《《戰爭之苦》》（即「戰爭之不幸」），描繪一群士兵在鄉間橫行霸道，最終被己方逮捕處決。此外在17世紀上半葉，荷蘭黃金時代繪畫亦出現警衛室場景的风俗画流派，描繪軍人在營地警衛室中酗酒喧鬧或洗劫農舍，這在實際作戰場面鮮少出現。
薩爾瓦托·羅薩 的畫作本質屬於風景畫，經常描繪聚集於義大利南部鄉野的群體，這些人物常被刻畫成盜匪或士兵。《布拉達之降》由 迭戈·委拉斯開茲 於1634–35年間繪製，展現雙方會面並和平交接城鎮的擁擠場景；此類主題在海戰畫中較為常見，但於陸戰畫中則較罕見。

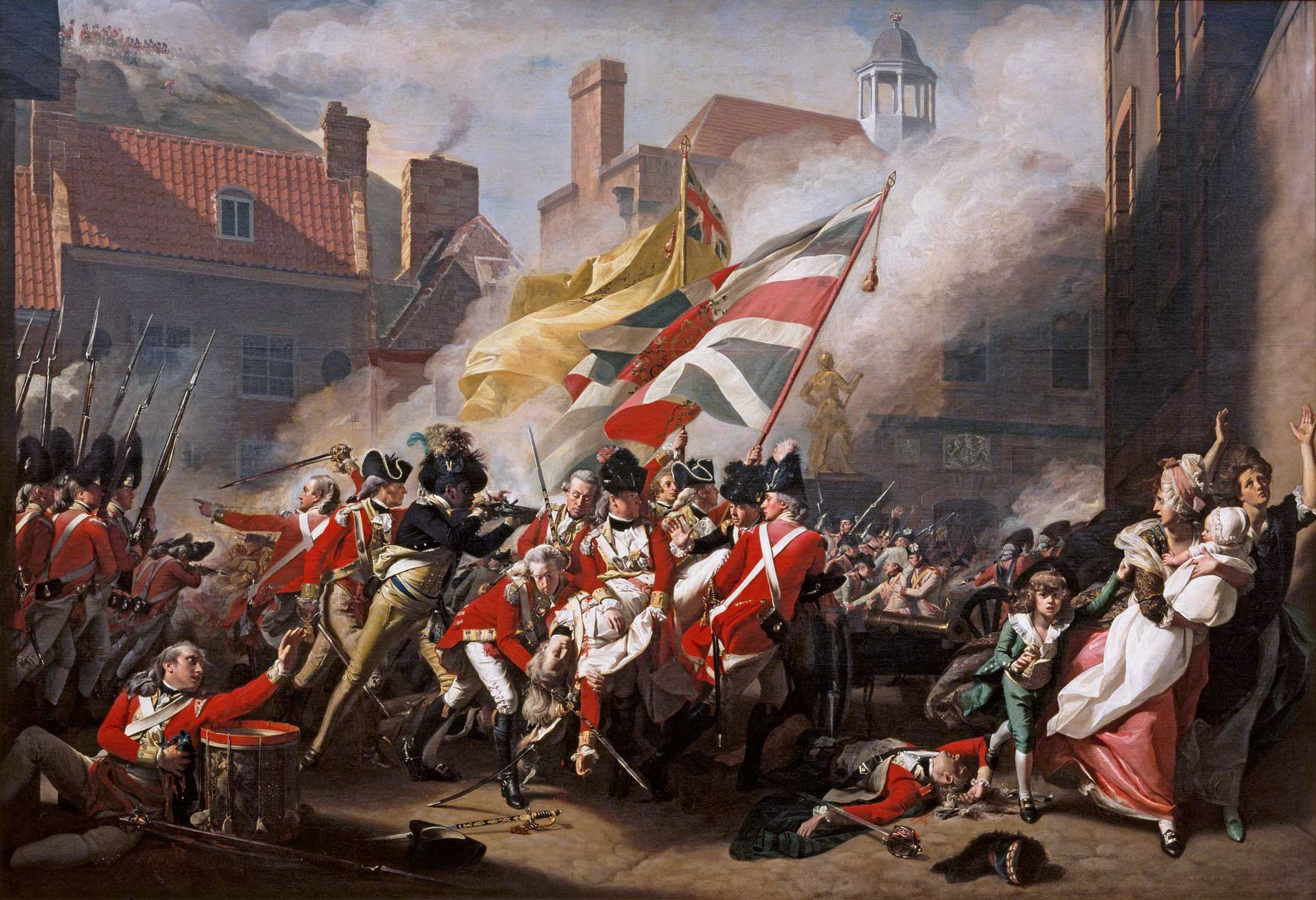
《皮爾森少校之死，1781年1月6日》，1784年，約翰·辛格爾頓·柯普利

自15世紀末起，緙織壁毯成為最豪華的官方軍事藝術形式之一；帕斯特拉納掛毯（1470年代）即為早期範例。馬爾博羅公爵約翰·邱吉爾 為表彰其勝利所製作的掛毯，會依贊助者需求調整細節，甚至將將領面孔重繪後出售給政敵，例如 巴伐利亞選侯馬克西米利安二世。
18世紀中葉，尤其在英國，一些畫家試圖透過圍繞英雄事件的巨幅作品，重振軍事藝術，使其如文藝復興時期般再度成為歷史畫的主流題材。當時，標準的戰爭場景多被歸類為較低層次的地形繪畫，涵蓋地圖及鄉間莊園風景。《《沃爾夫將軍之死》》（1771年，班傑明·韋斯特）、《《詹姆斯·庫克船長之死》》（1779年，約翰·索法尼）、《《1782年9月直布羅陀浮動炮台被擊敗》》與《《皮爾森少校之死》》（1784年，约翰·科普利皆為此一新風格的代表作。這些作品忽略了關於現代服飾不適合呈現英雄主題的批評。然而，這種風格在法國的影響速度與深遠程度遠勝英國。

#### 拿破崙時期

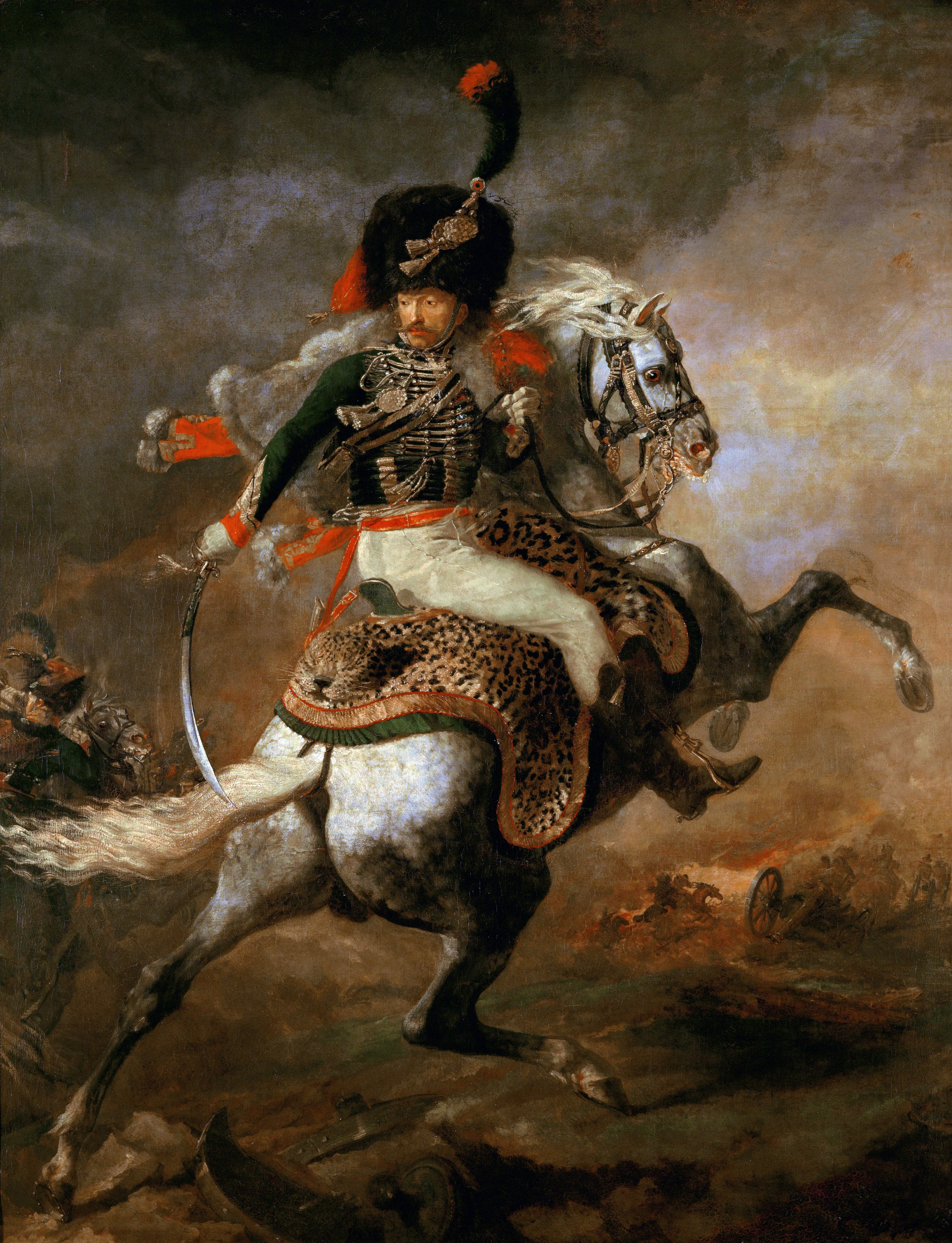
《衝鋒的獵騎兵》，1812年，泰奧多爾·傑利柯

在拿破仑时代，法國的軍事藝術注入了浪漫主义風格，開始以更具個性化的手法描繪單一士兵形象。戰爭繪畫越來越多地被用來裝飾大型公共建築，規模也前所未有地擴大。安托万-让·格罗主要創作頌揚拿破仑一世及其勝利的作品，但其1808年的《埃劳战役》同時沒有忽略冰封戰場上死傷者的苦難。 與此相較，弗朗西斯科·戈雅的大型作品《1808年5月2日》與《1808年5月3日的枪杀》可能是有意回應格羅風格，而其相關的82幅蝕刻版畫系列《戰爭的災難》則強調法軍於西班牙半岛战争期間的殘暴行徑。
英國對拿破崙戰爭的描繪延續18世紀末的風格，並發展出更大規模的表現形式。海軍上將霍雷肖·納爾遜去世後，迅速誕生了由亞瑟·威廉·戴維斯創作的《納爾遜之死，1805年10月21日》以及由班傑明·韋斯特繪製的《納爾遜之死》。威廉·透納亦曾描繪納爾遜的勝利場面，如《特拉法加戰役（透納）》。 此外，英國學會也舉辦競賽，徵求描繪英軍勝利的草圖，獲勝者將獲得正式委託。

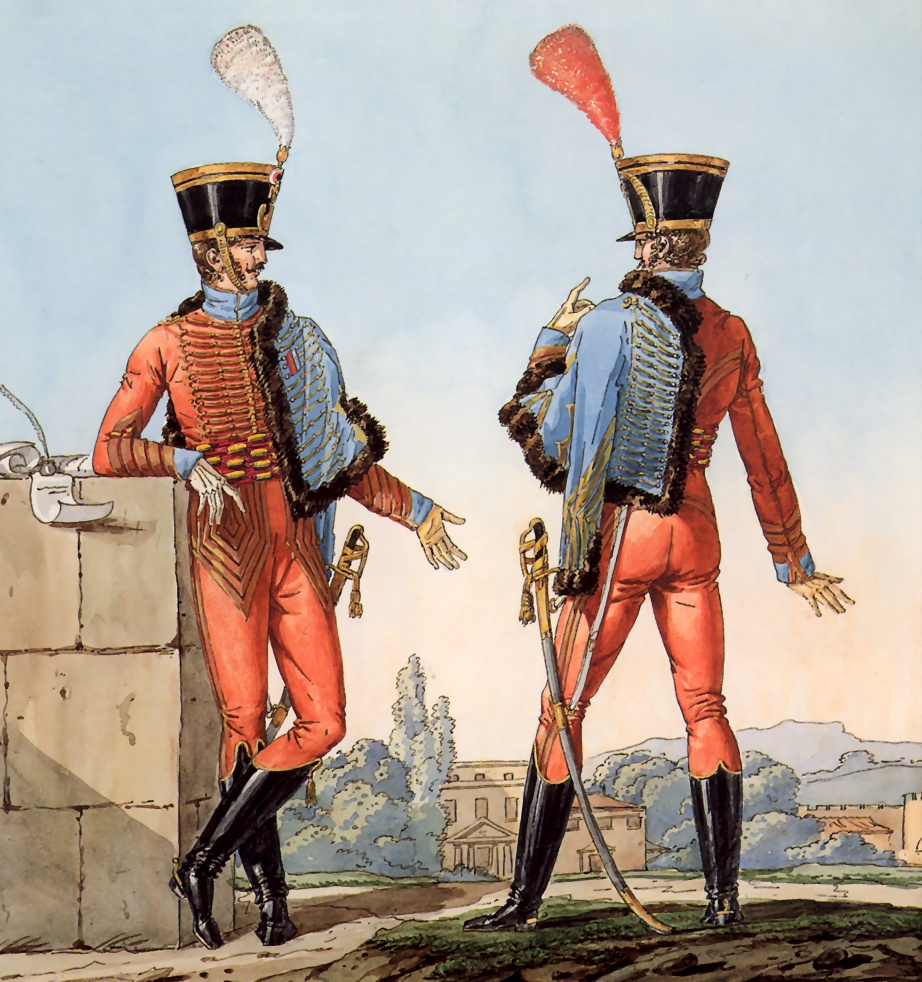
《第十輕騎兵團》，卡爾·韋內繪

在此時期，制服版畫逐漸在歐洲廣受歡迎，專注描繪一名或多名靜止人物的軍服細節，通常以手工上色。與其他版畫類似，這些作品多以書冊形式出版，但也會單獨販售。在英國，由湯瑪斯·羅蘭森繪製、魯道夫·阿克曼發行的《倫敦忠誠志願兵》（1797–98，共87幅）標誌著經典時期的開始。儘管羅蘭森在其他作品中常以諷刺手法描繪主題，但這些作品中士兵「如他們本人所願，尤其是為制服付費的上校們所期望看到的樣貌」被真實呈現，這也成為此類畫作的標準模式。
卡爾·韋內為1812年《大軍》版畫系列所繪，描繪精美軍服，畫中士兵多成雙出現於營地，擺出各種放鬆姿態，一人正面、一人背面。以油畫形式專注描繪制服主題的著名畫家較少，於1793年為「威爾斯親王所屬」第十輕龍騎兵團繪製的《第十輕龍騎兵》即為一例，該畫獻給其名譽團長、後來的喬治四世。此外，也有強調戲劇張力的單兵畫作，如泰奧多爾·傑利柯1812年所作的《衝鋒的獵騎兵》。

### 19世紀

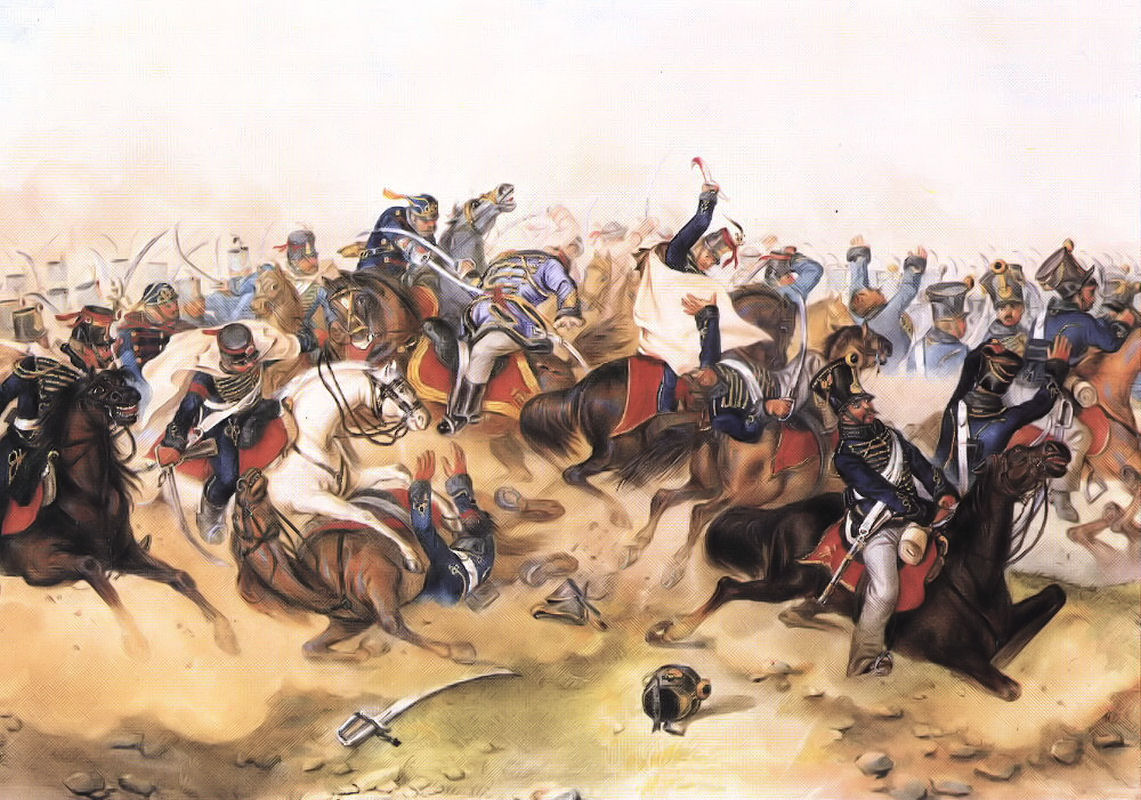
1849年，莫爾·坦繪製的《塔皮奧比奇克會戰》場景

歐仁·德拉克羅瓦亦創作許多規模較小的戰鬥場景。他於1824年完成的《希阿島的屠殺》，描繪希腊独立战争期間，奧斯曼帝國部隊對希臘希俄斯島平民進行殘酷屠殺的情景，畫中將土耳其人完全負面地呈現。此畫對歐洲藝術的影響甚至超越戈雅數年前所作的《1808年5月3日》。相較之下，德拉克羅瓦1830年的《自由引导人民》則以正面手法描繪戰鬥，畫中主角並非正規軍人，而是參與七月革命的武裝平民革命者，他們朝向畫面外的政府軍推進。

描繪土耳其暴行的主題，在19世紀的繪畫中屢見不鮮，特別是在自奄奄一息的奧斯曼帝國中爭取獨立的地區。這些作品中不少帶有情色色彩，描繪強暴前的場景。原先多見於版畫中的反軍事情緒，也逐漸出現在大型油畫中。
在19世紀餘下的時間裡，軍事藝術於歐洲多數地區仍持續受到歡迎。法國畫家如埃内斯特·梅索尼埃、 愛德華·德泰爾、 與阿方斯·德·納維爾，皆在巴黎沙龍中確立了軍事繪畫的藝術地位。 然而，在1850年代，這種新興的軍事藝術形式在英國卻遭到皇家藝術學院的強烈排拒。

《格倫瓦德之戰（繪畫）》，1878年，扬·马泰伊科。

許多屬於學院藝術風格的歐洲畫家皆以描繪戰爭場面著稱，作品多聚焦於拿破崙戰爭或更早的衝突。此類畫家包括阿爾布雷希特·亞當、 尼凱斯·德·凱澤、 彼得·米哈沃斯基、安托萬·夏爾·霍拉斯·韋爾內、 埃米爾·讓·霍拉斯·韋爾內、 威廉·坎普豪森與埃米爾·許滕。民族主義的興起進一步推動了戰爭繪畫在匈牙利（尤注重制服細節）、波蘭（著重呈現龐大軍陣）與捷克地域等地的發展。扬·马泰伊科於1878年完成的巨幅畫作《格倫瓦德之戰》，即展現泛斯拉夫主義理想，描繪斯拉夫聯軍擊潰條頓騎士團的歷史場景。
「軍事藝術」一詞的使用方式自19世紀中葉以來亦歷經演變。在法國，夏尔·波德莱尔於1859年巴黎沙龍展中便曾探討軍事藝術，並評論攝影對其發展的影響。
一位英國評論家於1861年皇家艺术研究院展覽中評論道：
|  | 英國畫家從未真正正面處理「軍事藝術」，他們僅在邊緣徘徊，輕觸與修飾而已。——威廉·麥可·羅塞蒂 |

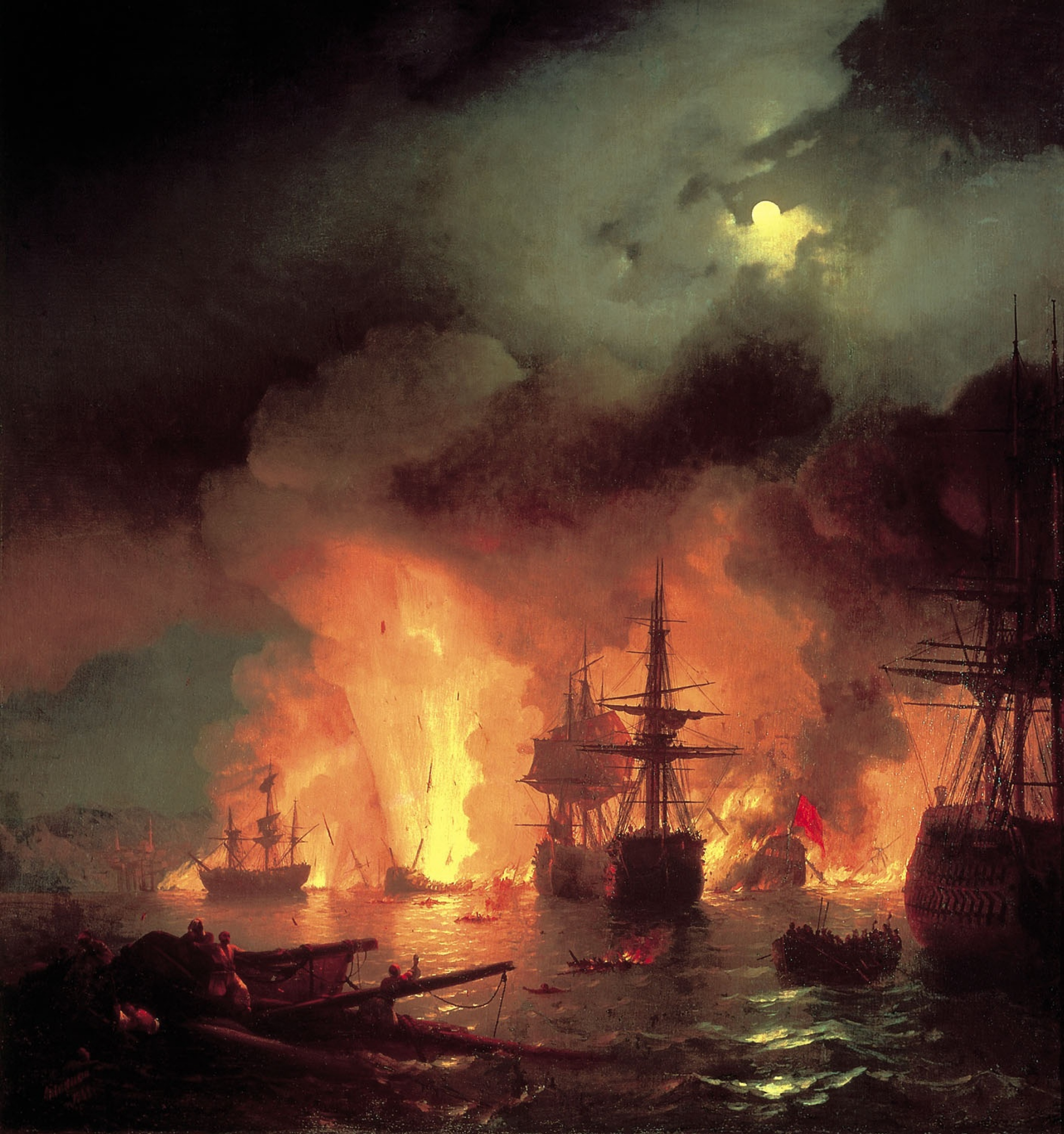
《切斯梅海戰》，伊凡·艾瓦佐夫斯基繪，1848年

與此相對，英國畫家伊麗莎白·湯普森（即勳爵夫人巴特勒）曾表示，她「從未為戰爭的榮耀而作畫，而是為了描繪戰爭的哀愁與英勇」。她的代表作《克里米亞戰役後點名》（Calling the Roll After An Engagement, Crimea），於1874年在皇家藝術學院展出，描繪的正是戰後的哀傷情景。類似情懷亦可見於《殘存的軍隊》，畫中刻劃了威廉·布賴頓騎著奄奄一息的馬匹艱困抵達賈拉拉巴德的場景。布賴頓醫生是1842年喀布爾撤退中唯一的倖存者，當時英軍約有16,000人遭阿富汗部族殲滅。

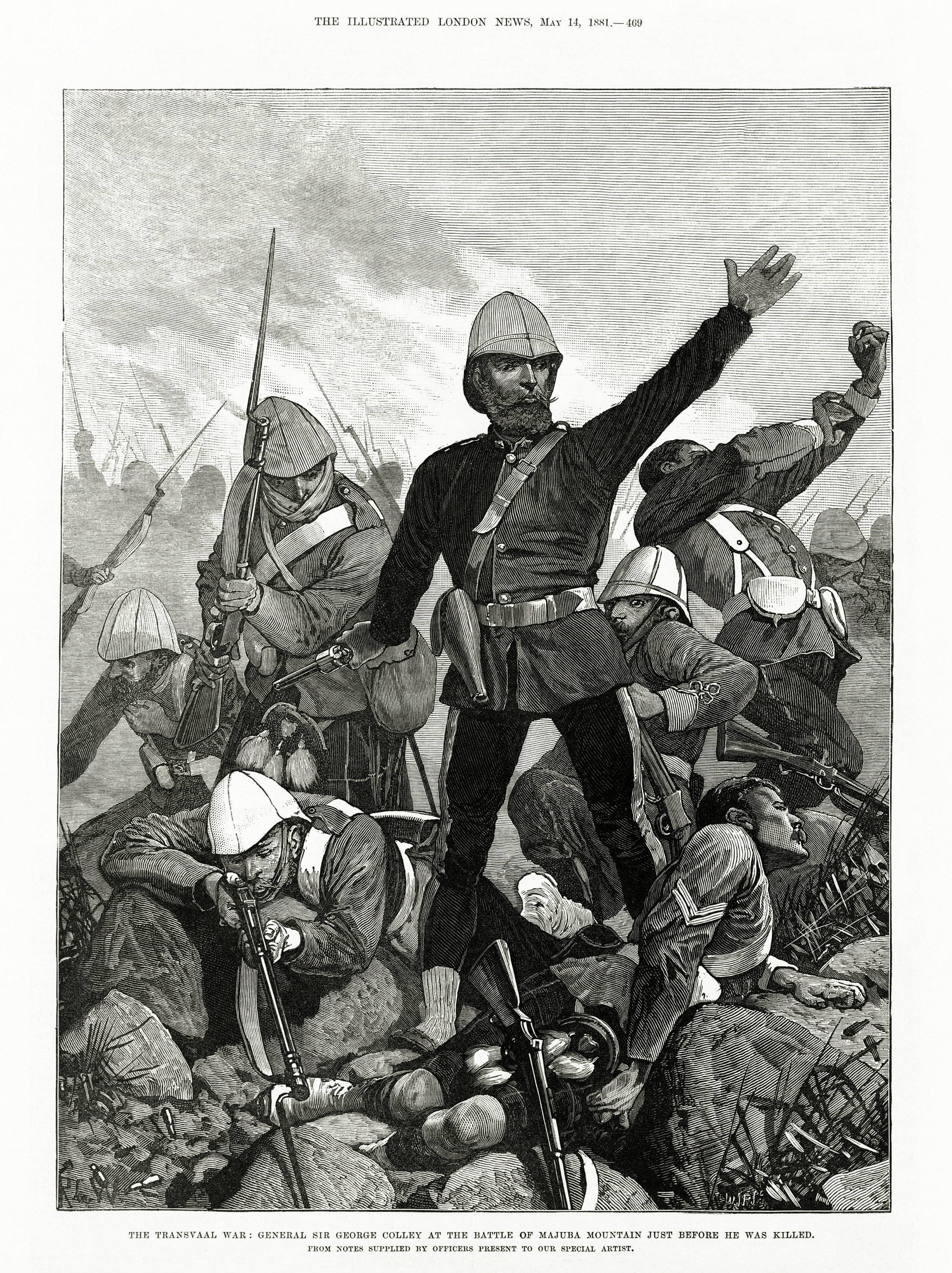
改編自梅爾頓·普賴爾的版畫，描繪馬朱巴山之戰，刊登於《倫敦畫報》，1881年

英國市場自19世紀中期起逐漸興起軍事題材畫作。 國家與軍隊之間的關係，以及其所承載的意識形態，對藝術作品、畫家與公眾對戰爭的看法產生深遠影響。到了美國內戰與克里米亞戰爭時期，攝影師開始進入戰地，記錄軍營與戰後場景，對畫家構成強烈挑戰。然而，由於當時攝影技術受限於過長的曝光時間，尚難有效捕捉戰鬥瞬間。此時報章與雜誌上的插圖仍多保有英雄主義色彩，甚至在某些情況下比畫作更為誇張。
梅爾頓·普賴爾長年隨英軍奔走於帝國各戰地，為《倫敦畫報》作畫；他的畫風「奠定了一種動態素描風格，對日後的连环漫画藝術留下了無可磨滅的印記」。 他與其他「特派畫家」如弗雷德里克·維利爾斯，被稱為「特派員」（specials）。小理查德·卡頓·伍德維爾與查爾斯·埃德溫·弗里普亦屬「特派員」，同時也是活躍於皇家藝術學院與其他展覽場合的職業畫家。

### 20世紀
第一次世界大戰幾乎徹底終結了自十九世紀末以來逐漸式微的「美化戰爭」藝術潮流。 整體而言，儘管各國設立了大型官方戰地畫家計畫，真正引人注目的戰爭藝術卻往往來自那些揭示戰爭恐怖本質的作品。官方戰地畫家由政府任命，負責資訊傳播、宣傳與記錄戰地事件； 然而，許多畫家也曾以士兵身份參戰，並在戰時或戰後創作作品，以表達親身經歷。例如德國畫家喬治·格羅茲與奧托·迪克斯皆參與西線戰場，並在一生的創作中持續處理戰爭主題。迪克斯的畫作《戰壕》（1923年）描繪突擊過後四散破碎的屍體，引發極大爭議；該畫初次展出時甚至被布幕遮掩，並導致原本打算購入的博物館館長遭解雇。後來，此畫在納粹德國1937年的頹廢藝術巡迴展中展出後遭焚毀。他亦於1924年發表了版畫系列《戰爭》共計五十幅作品。
英國畫家保羅·納什則於西線服役期間開始創作戰爭素描，當時隸屬於畫家步槍團。傷癒後，他被任命為官方戰地畫家，創作出英國在兩次世界大戰中最具代表性的圖像之一。戰後，由於戰爭紀念建築的龐大需求，也帶動了雕塑與彩繪玻璃藝術的興盛。
海報在1914年前已廣泛使用，應用範圍涵蓋軍事與民間社會，包括徵兵宣傳。英國的《基奇纳募兵海报》為代表作之一，美國則仿效推出《山姆大叔》，其他國家也發展出各自的象徵人物。蘇聯在成立初期製作風格鮮明的現代主義海報，如埃尔·利西茨基的《用紅楔打敗白軍》，但不久後便轉向社會主義寫實主義，該風格亦廣泛應用於蘇聯的二戰海報，其形式有時與納粹德國藝術相似。到了第二次世界大戰，海報使用更為普及。 插畫家如諾曼·洛克威爾等，也隨著攝影媒體的崛起與戰後社會氛圍轉變，逐漸遠離軍事主題創作。
西班牙內戰對非戰鬥人員的影響，集中體現在畢卡索於1937年創作的《格爾尼卡》，此畫描繪格爾尼卡大轟炸的慘況。 類似題材亦可見於亨利·摩爾的素描作品，他描繪閃電戰期間，倫敦地鐵站內避難民眾的睡姿。
在官方二戰戰地畫家中，保羅·納什的《死海》以強烈視覺衝擊描繪德軍飛機墜毀後的廢墟場景。風景畫家埃里克·拉維利爾斯則在1942年遭敵軍擊落失蹤前，留下多幅傑作。 另有愛德華·阿迪佐尼，其畫作聚焦於士兵的休息與日常活動，深受官兵歡迎。藝術評論家、歷史學者、畢卡索的朋友，同時為軍中醫療人員的道格拉斯·庫珀曾評價道：「他是唯一一位捕捉到這場戰爭氛圍的人。」
隨著攝影與電技術的發展，許多戰爭場景得以即時記錄，並成為戰爭記憶的重要部分。日後的衝突如越戰更以強烈的反戰藝術風格著稱，包括海報與畫家南茜·斯佩羅等人的創作。 當代的軍事藝術已發展為「軍事與大眾文化」研究中的一個子領域。

## 藝術形式

### 肖像畫

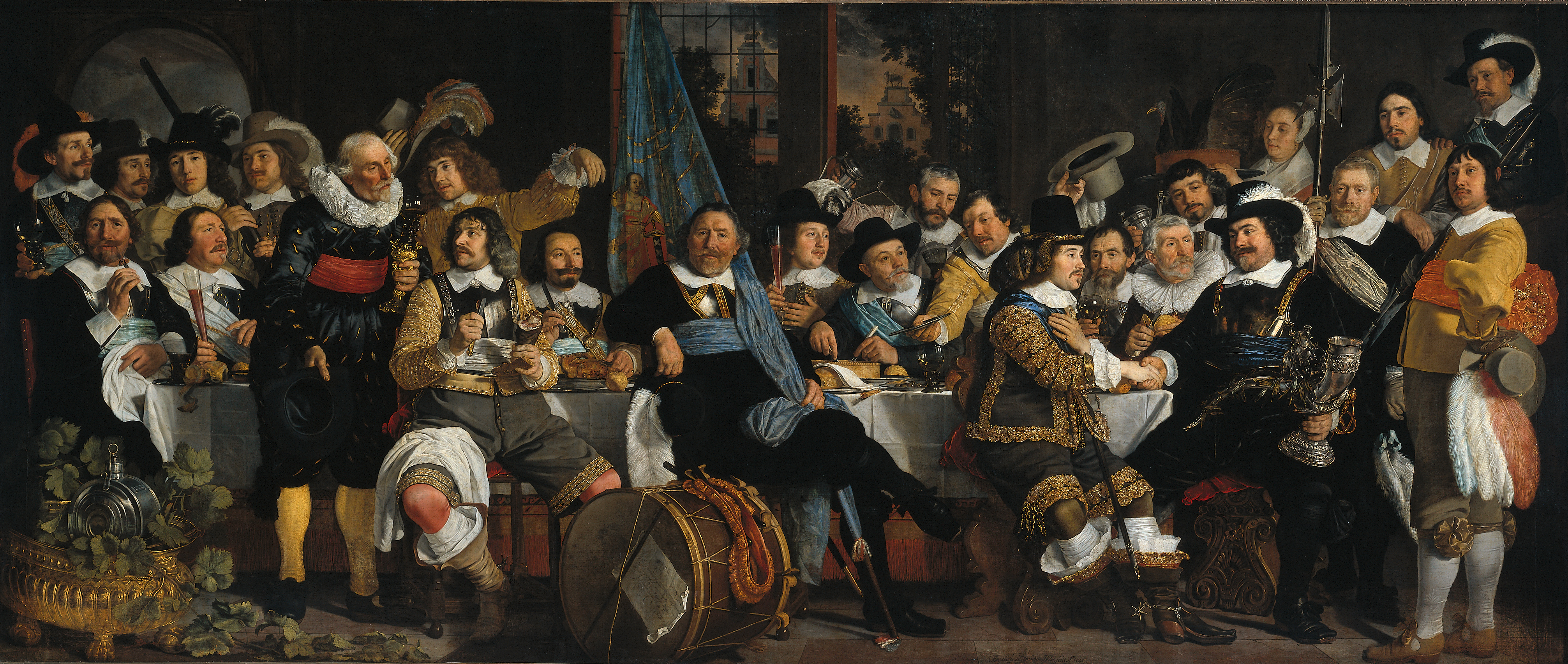
《阿姆斯特丹市民衛隊慶祝明斯特和約的宴會》，1648年，巴托洛繆斯·范·德爾·赫爾斯特所作，232 × 547 cm

自古以來，統治者常被描繪為身穿軍裝，這一特色在古羅馬雕塑中尤為明顯。無論是將軍還是後來的皇帝，常見他們披掛盔甲、身穿短式軍用束腰外衣。中世紀的墓葬雕像也普遍呈現騎士、貴族與國王身著盔甲的形象，即便他們未曾實際上戰場亦然。進入近世後，高階軍官多數於戰場上穿著日常的騎乘服，軍事肖像與一般肖像的差異主要透過背景設定，或是著用胸甲與皮革背心來表現。然而，自18世紀中葉起，連將領亦改穿制式軍服，軍事肖像的視覺辨識度重新提升， 儘管最初的軍官制服仍與平民服飾相當接近。
君主與將官的全身像與騎馬肖像畫常以戰場為背景，但戰爭場景往往僅現於畫面遠景。這類構圖或可追溯至提香充滿氣勢的《查理五世騎馬像》，該作描繪皇帝於米爾貝格戰役後的英姿，畫面中卻無他兵隻影。直到拿破崙時代，君主才較常身著軍裝入畫，而到了19世紀，軍服肖像已成為正式肖像畫的標準形式，或許是因其更具視覺吸引力。
荷蘭繪畫中出現了一種獨特的集體肖像：城市民兵隊的富裕兼職軍官們共同出資委託繪製。其中最著名的作品為林布蘭的《夜巡》（1642年），該畫因其具敘事性而成為此類作品中的異例。多數畫作僅描繪軍官列隊或共進餐宴的場景，部分甚至直接描繪他們在餐桌上的互動。 除此之外，19世紀以前軍官的集體肖像畫並不常見。

### 雕塑

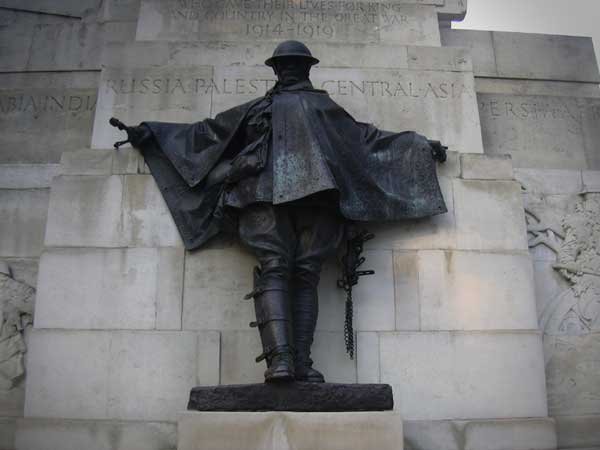
位於倫敦的皇家砲兵紀念碑之一雕像，由查爾斯·瑟真特·賈格創作

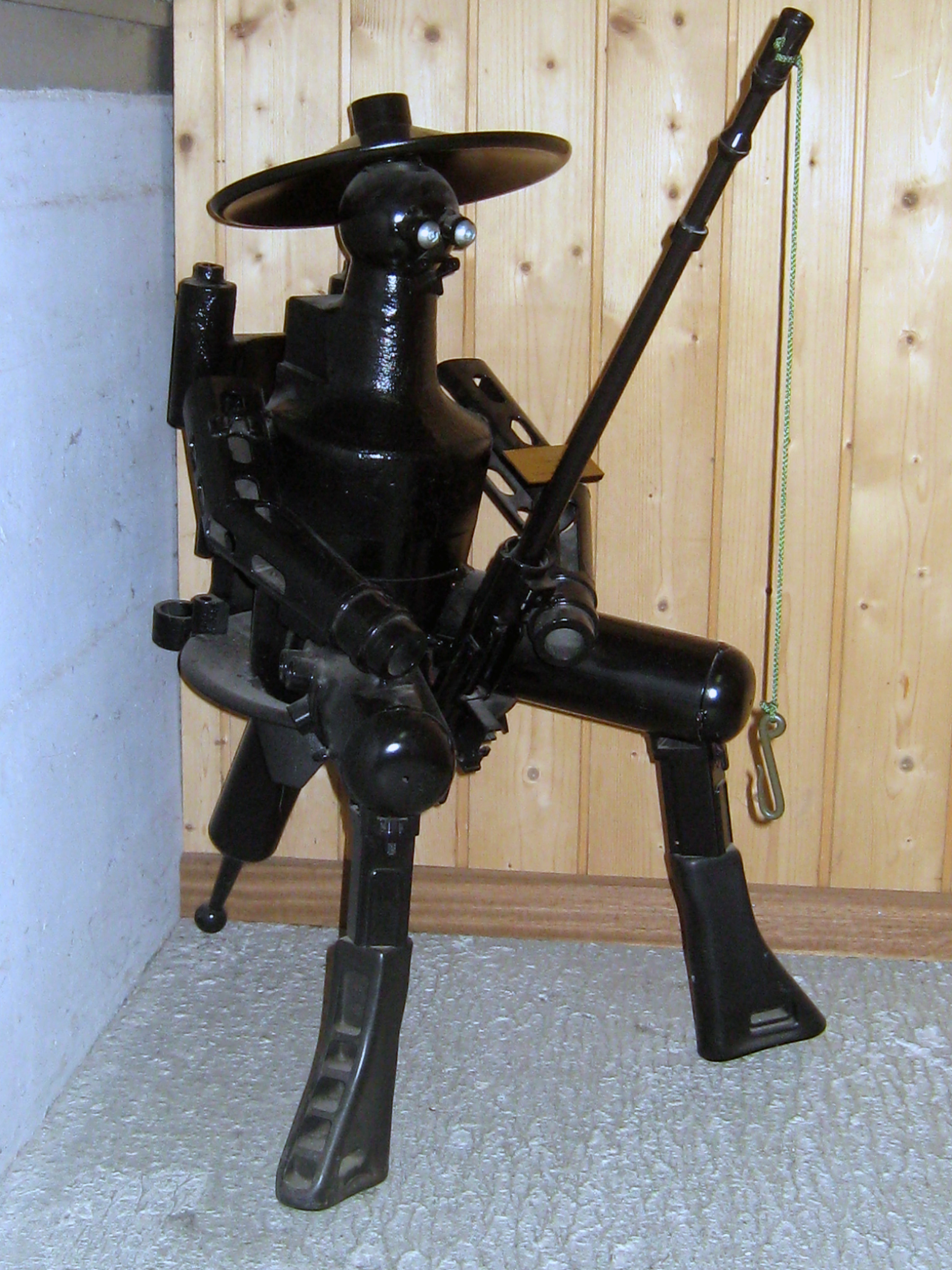
由瑞士突擊步槍SIG SG 510製成的雕塑

現存古代戰爭場景雕塑多為石刻浮雕，文藝復興時期的畫家與贊助人熱衷復興這一形式，雖常以石材或青銅呈現較小型場景。位於米蘭、紀念法國將領加斯東·德·富瓦，內穆爾公爵的墓葬，原計畫在石棺基座周圍雕刻大量大理石浮雕，惟最終未完成。
雕像與墓葬紀念碑長期以來是描繪指揮官的主要形式，直到紀念全體陣亡士兵的戰爭紀念碑於拿破崙戰爭後興起，才逐漸轉變。倫敦的纳尔逊纪念柱仍舊僅紀念一位將領，其基座浮雕由多位畫家分別創作，但整體評價普遍不如紀念碑本體。利物浦威靈頓紀念柱象徵了一種轉變：陣亡士兵被視為為國而戰的集體象徵。
美國內戰造成的重大傷亡，促成了第一批大規模戰爭紀念雕塑的出現，包括不少紀念個人的作品。其中藝術成就最突出者，是位於波士頓、紀念勞勃·古爾德·蕭與全非裔美國人第54麻州志願步兵團的紀念碑，由奧古斯塔斯·聖高登斯創作，另一鑄件藏於華盛頓國家藝廊。
第一次世界大戰更為慘烈的死傷，使幾乎所有參戰國，不論大小皆建立起形式各異的紀念碑，進一步將此類公共雕塑普及至澳洲、加拿大與紐西蘭。突如其來的大量需求激發了紀念性雕塑創作的繁榮。不過，相較於繪畫，雕塑在風格上更難突破，因大眾愈發質疑傳統英雄風格的適切性。英國最成功的紀念碑之一為風格冷峻、寫實的皇家砲兵紀念碑，由曾三度在戰爭中負傷的雕塑家查爾斯·薩金特·傑格創作，他在戰後十年間持續從事紀念雕塑創作。
戰敗國如德國與奧地利，紀念風格問題甚至激化政治爭議，一些被認為過於現代的紀念碑遭到納粹政權拆除，例如坦能堡纪念碑即於二戰後被移除。 為避免爭議，有些紀念碑選擇中立風格，如多次更換用途的柏林新崗哨，或採莊嚴簡約形式的倫敦戰爭紀念碑與德國拉博海軍紀念碑。設立無名戰士墓與长明火也是一種迴避爭議的方式。其他如加拿大國家戰爭紀念碑與多數法國紀念碑，則是以更新的傳統風格來表現。
許多第一次世界大戰紀念碑後來擴增為紀念第二次世界大戰及其他衝突的陣亡者。當代，攝影已成為描繪戰爭的重要媒介，這點反映於硫磺島國家紀念碑，該碑重現了1945年著名照片《硫磺島升旗》的場景。
1990年代設立的諾曼第登陸國家紀念碑則以寫實風格強烈的雕塑為特色，與華盛頓的越战纪念碑簡約設計形成對比。至於紀念戰爭中平民受害者（特別是納粹大屠殺）的紀念碑，則多採用更具創意與實驗性的設計。

### 和平時期

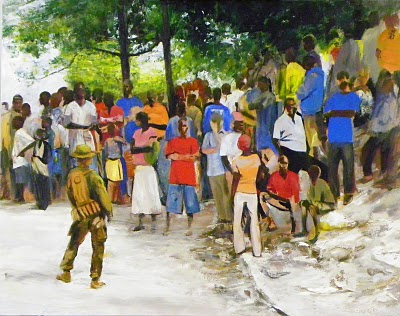
2010年海地地震後，美軍在卡里富爾發放稻米。畫作為美國海軍陸戰隊軍士克里斯多佛·巴特爾斯所繪製的油畫草圖。

軍事藝術的範疇不僅限於戰爭場面，也涵蓋軍隊在和平時期的任務與行動。例如，美國海軍陸戰隊軍士克里斯多佛·巴特爾斯於2010年是當時唯一在職的美國官方戰地畫家，他隨部隊前往海地，參與2010年海地地震後的統一回應行動人道救援任務。他的作品記錄了美軍協助災後重建與援助的過程，體現軍事藝術在人道行動中的見證與紀錄功能。

## 目的

《泥濘中的加拿大炮兵》，1917年，油彩畫布。畫作由中尉阿爾弗雷德·巴斯蒂安創作，描繪一群炮兵奮力將陷入泥濘的火砲拖出。畫面聚焦於火砲本身，象徵武器在戰場上決定勝負的核心地位。，今加拿大戰爭博物館典藏

戰爭藝術透過描繪軍事衝突的場景，建立對戰爭影響的視覺紀錄——畫中人物可能在等待、準備、作戰、受苦，或在勝利後歡慶。其主題涵蓋廣泛，觸及戰爭的各種面向與個人經驗，無論是盟軍還是敵軍、軍人或平民、軍事或政治、社會或文化層面。戰爭藝術不僅記錄衝突的發生過程，也呈現其起因與結果。
作為一種文化表現形式與文化遺產的視覺延續，戰爭藝術兼具藝術性與紀實性，透過繪畫再現戰場景象，進一步彰顯「戰爭如何改變人們的生活」。這些作品反映人類試圖理解暴力本質與現實的努力。戰爭藝術通常採用寫實主義風格，忠實呈現目擊者所見的細節，同時傳達事件所帶來的情感衝擊與心理印象。
藝術與戰爭之間亦也產生「想像世界與行動世界的拉鋸戰」，在事實的還原與畫家的詮釋之間反覆拉扯。這種拉鋸也體現在如何表現戰爭的複雜性。例如，C.E.W.·比恩編輯的《安扎克書》（Anzac Book）對兩次世界大戰期間成長的澳洲畫家產生深遠影響。當他們於1939年後受命描繪第二次世界大戰的多國戰爭時，已有清晰的前例與表現形式可供參照與延續。
戰爭藝術亦常用作宣傳工具，發揮建構國族認同或推動政治主張的功能。 同時，也有不少作品透過諷刺畫形式展現，提供對戰爭與政治的當代解讀與批判。

#### 戰地畫家

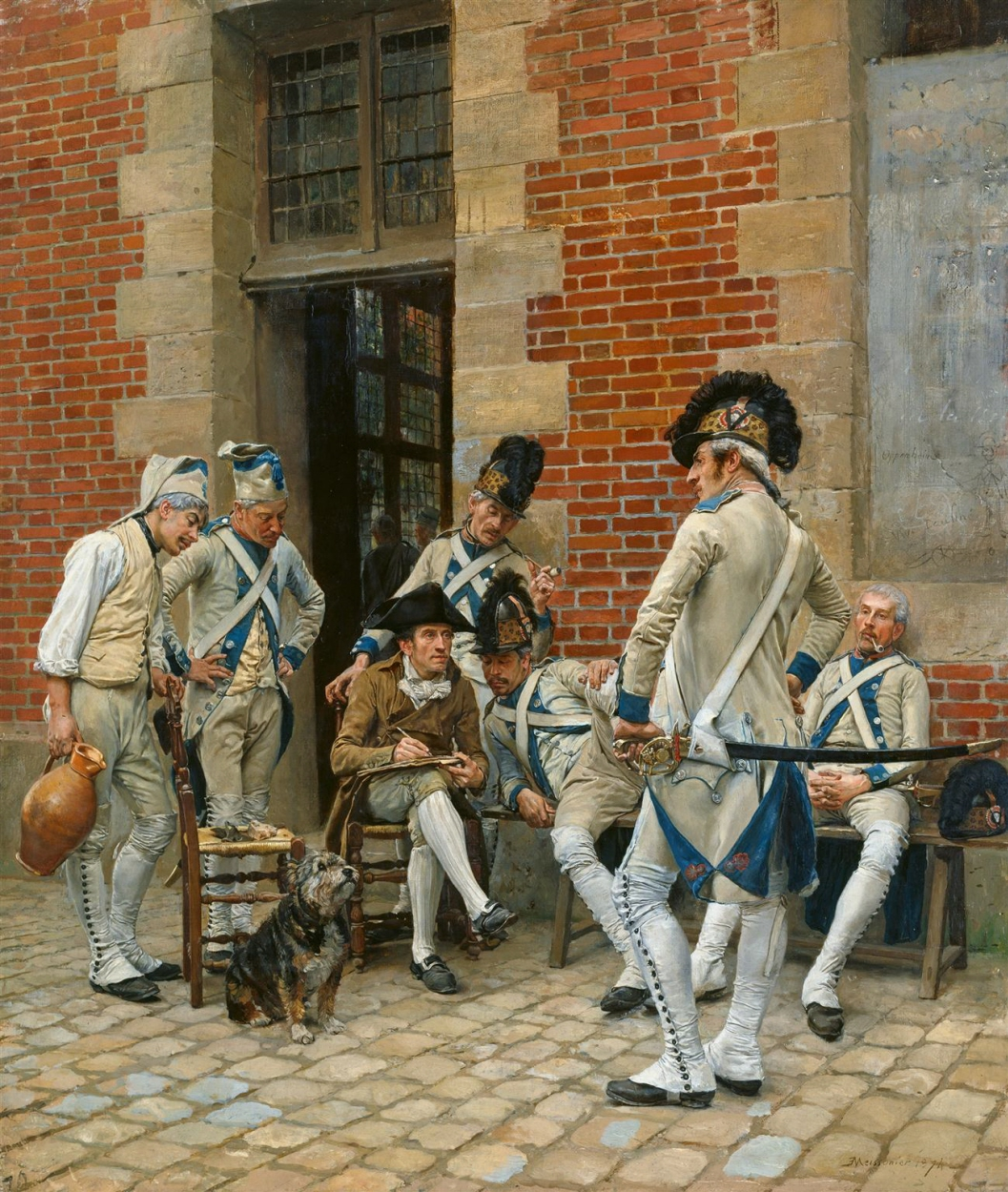
歐內斯特·梅索尼耶所繪《士官肖像》（1874年）

戰地畫家可以是觀察戰場的旁觀者，也可能是親身參與戰鬥、受內在驅力驅使而描繪自身經歷的軍人，或是受官方委託，實地記錄軍事行動的專責畫家。
以紀錄國家戰爭活動為例，日本政府曾正式任命戰地畫家創作與特定戰事相關的藝術作品，這類作品被稱為「戰爭作戰紀錄畫」。自1937年至1945年間，約完成200幅描繪日本軍事行動的作品，並於戰時多次在大型展覽中公開展示。戰爭結束後，這些藝術品由接管日本的美軍沒收。
另一方面，也有國家或畫家選擇不創作戰爭相關作品。例如，義大利在二戰期間幾乎沒有留下任何描繪當時戰事的藝術作品；法國則一直到1945年戰後，才開始以戰爭為主題進行創作。

## 畫廊

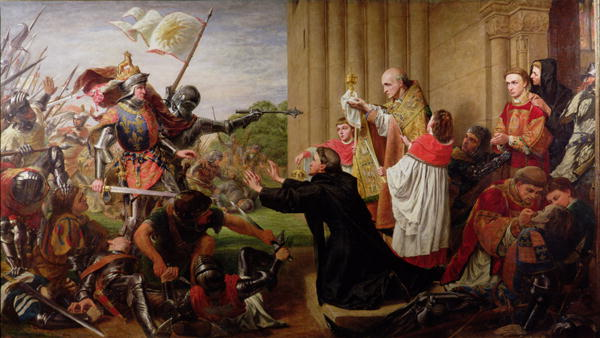
《避難所——愛德華四世與蘭開斯特逃亡者於特克斯伯里修道院（英语：Sanctuary — Edward IV and Lancastrian Fugitives at Tewkesbury Abbey）》，1867年，理查德·伯切特（英國）。此為玫瑰戰爭期間一事件。
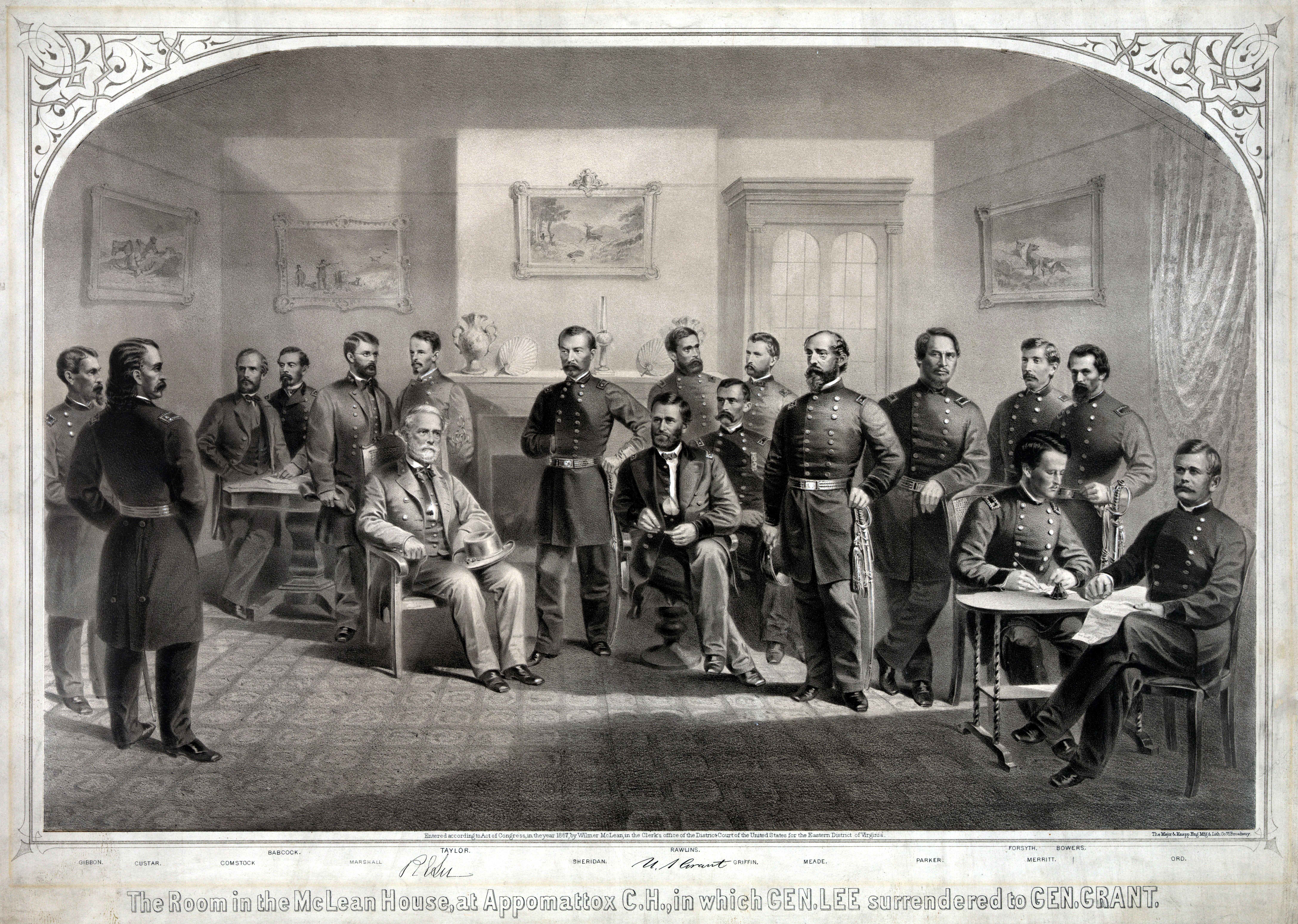
《麥克林宅邸的房間，李將軍向格蘭特將軍投降（英语：The Room in the McLean House, at Appomattox C.H., in which Gen. Lee surrendered to Gen. Grant）》，1865年4月9日。該石版畫顯示兩人在等待和平條件文件抄寫時的情景。此處人物列表肖像（由左至右）：約翰·吉本、喬治·阿姆斯壯·卡斯特、賽勒斯·B·康斯托克、奧維爾·E·巴布考克、查爾斯·馬歇爾、中尉沃爾特·H·泰勒、羅伯特·E·李、菲利普·謝里丹、尤利西斯·S·格蘭特、約翰·亞倫·羅林斯、查爾斯·格里芬、身份不詳、喬治·米德、伊萊·S·帕克、詹姆斯·W·福賽斯、衛斯理·梅里特、西奧多·謝爾頓·鮑爾斯、愛德華·奧德。畫中未被辨識人物據信是主持1865年4月12日李將軍在北維吉尼亞軍隊正式交出武器儀式的約書亞·錢伯蘭將軍。
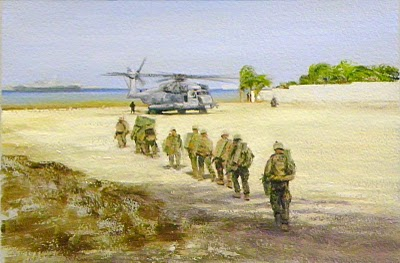
2010年海地，美國海軍陸戰隊員背著裝備前往待命直升機。畫者為巴特爾斯。
「消滅這個瘋狂的野獸——加入美軍（英语：Destroy this mad brute — Enlist U.S. Army）」，哈利·R·霍普斯（英语：Harry Ryle Hopps）；1917年）
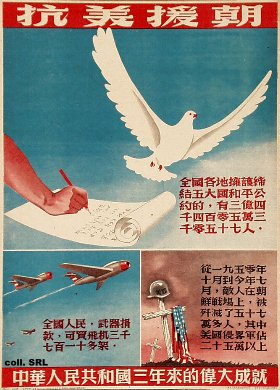
「中華人民共和國過去三年的重大成就」，1950年代中國關於韓戰的海報

騎兵

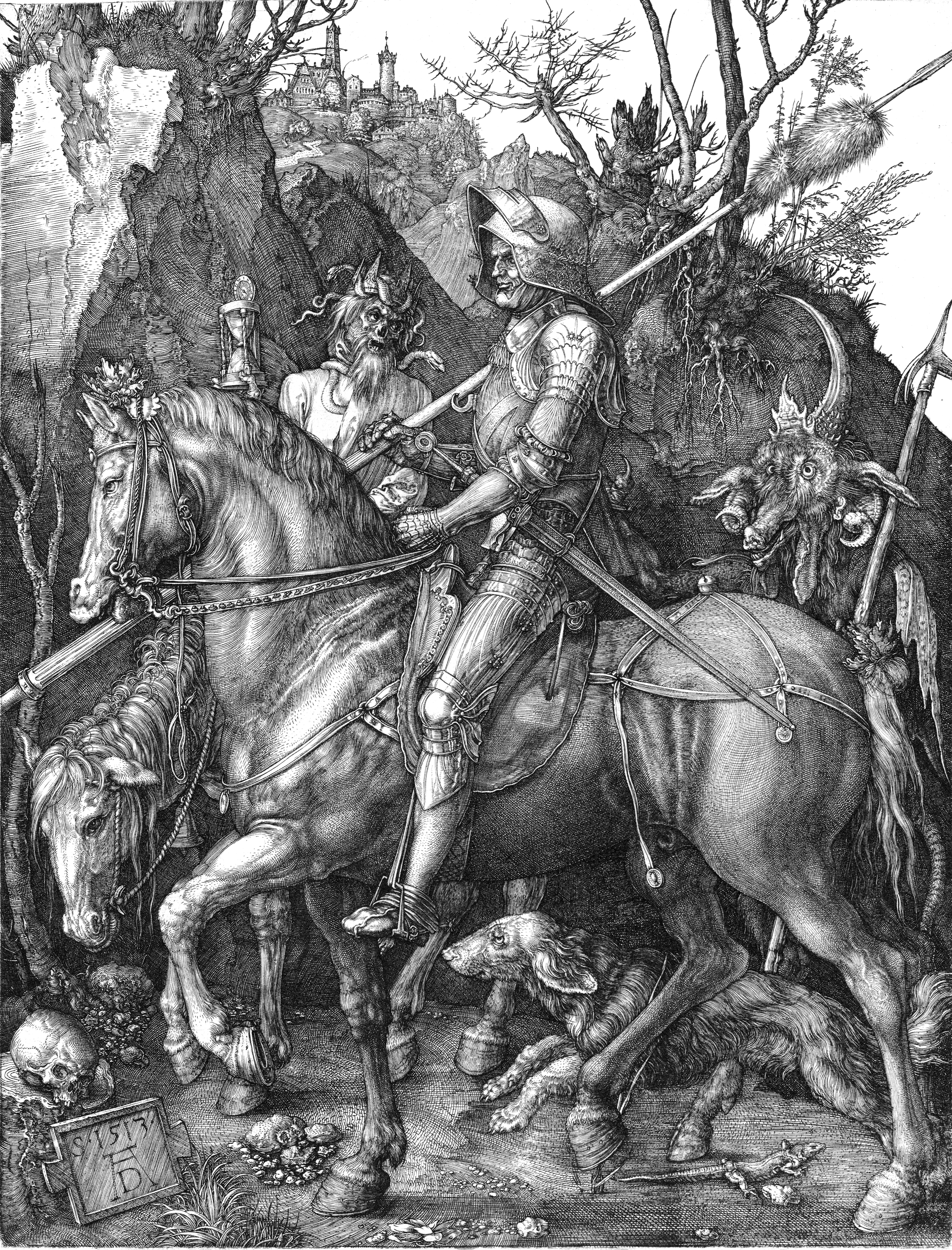
《騎士、死亡與魔鬼》，由阿爾布雷希特·丟勒創作，16世紀。
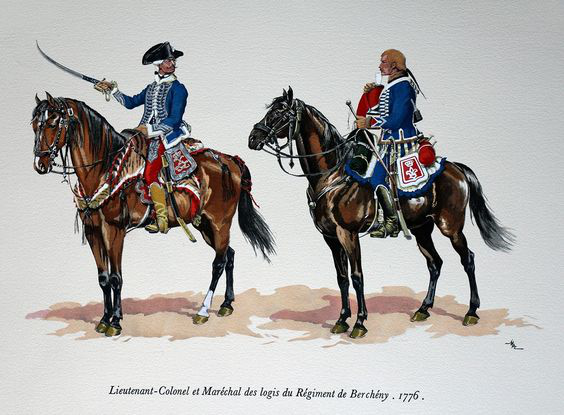
貝爾切尼中隊（英语：Bercheny's Hussars），法國輕騎兵，1776年。
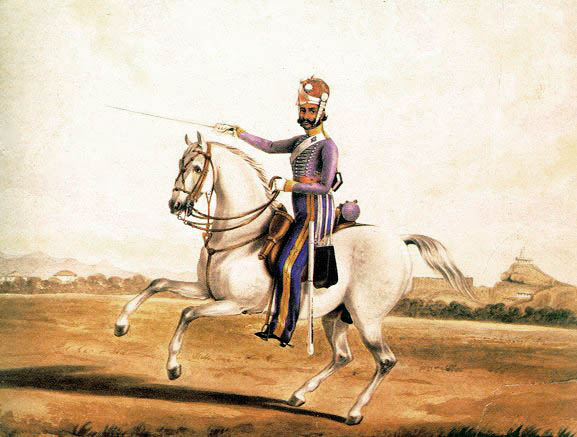
約1845年，第6馬德拉斯輕騎兵團騎兵（索瓦爾（英语：Sowar））肖像。
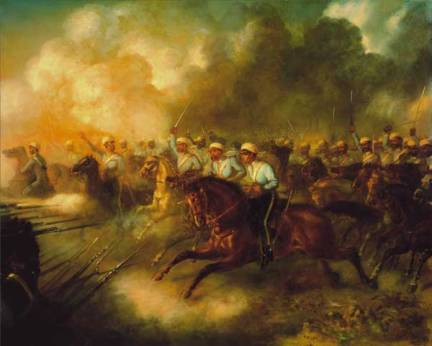
19世紀50年代英波戰爭（英语：Anglo-Persian War）中，庫沙布戰役（英语：Battle of Kooshab）的騎兵。
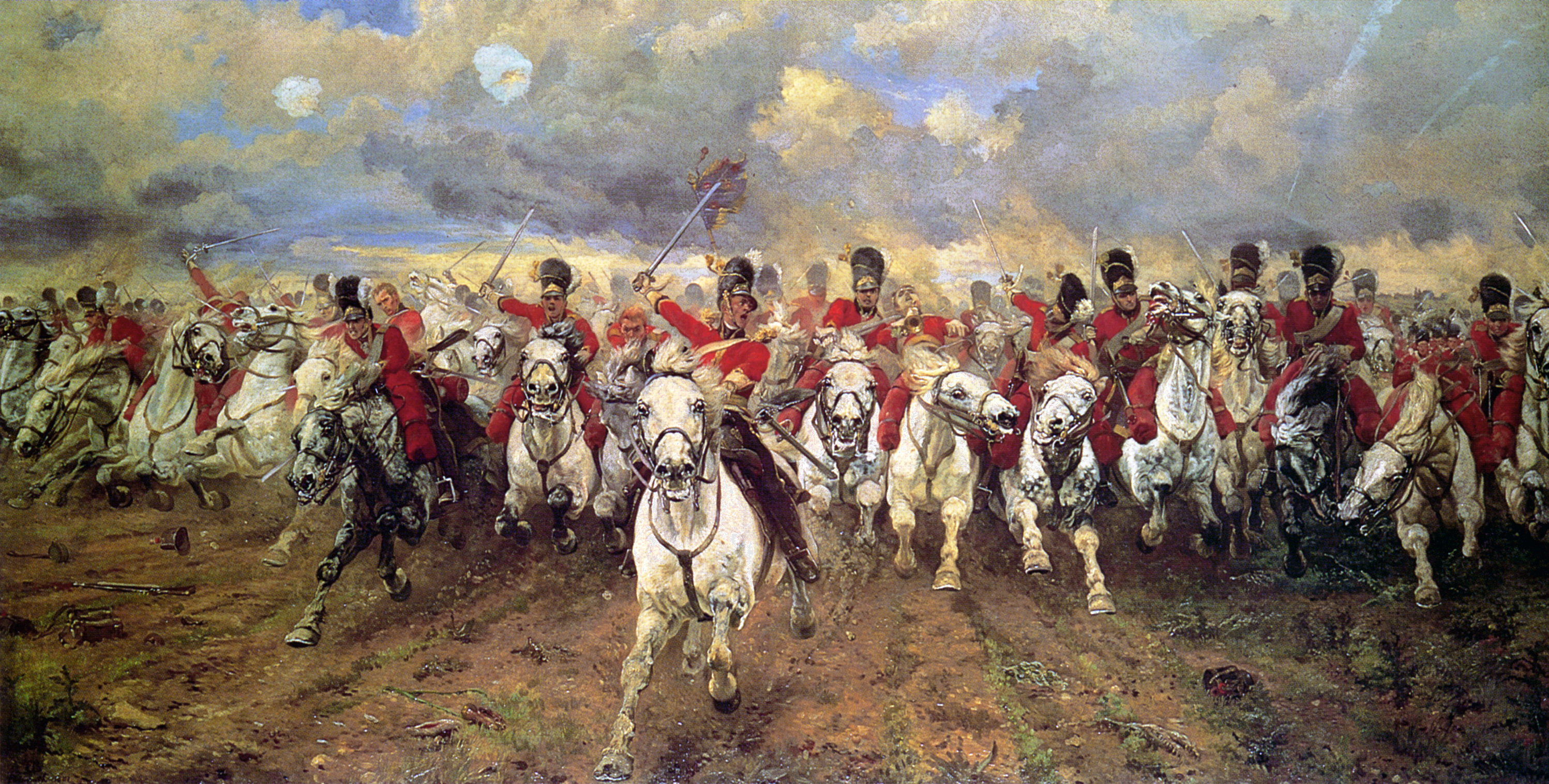
《蘇格蘭永遠（英语：Scotland Forever!）》，描繪皇家蘇格蘭灰騎兵團（英语：Royal Scots Greys）於滑鐵盧戰役開始衝鋒，伊麗莎白·湯普森作品，1881年。
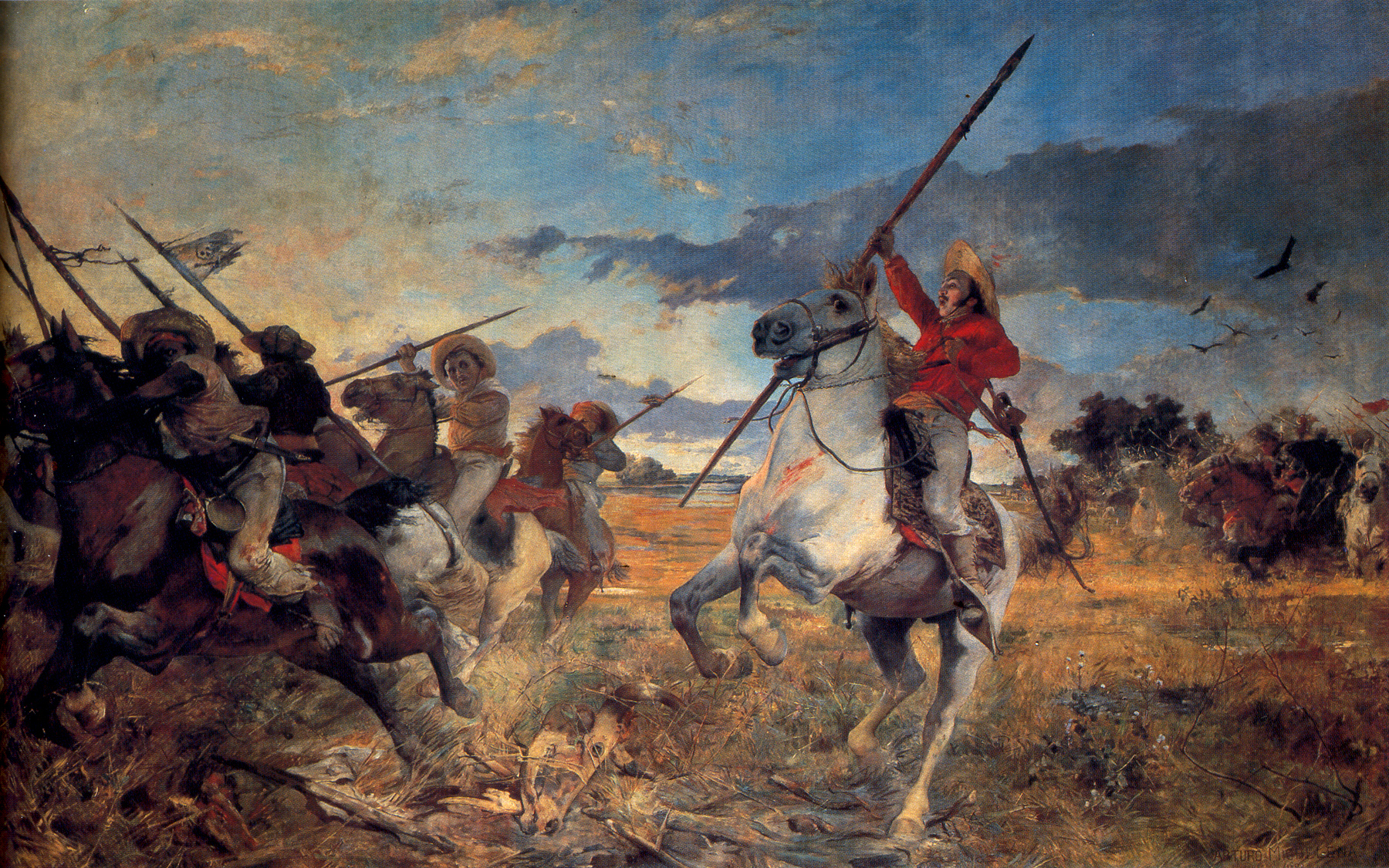
《轉回臉來（英语：Vuelvan Caras）》，描繪委內瑞拉獨立戰爭中拉斯克塞拉斯德爾梅迪奧戰役（英语：Battle of Las Queseras del Medio），阿圖羅·米歇萊納（英语：Arturo Michelena）作品，1890年。
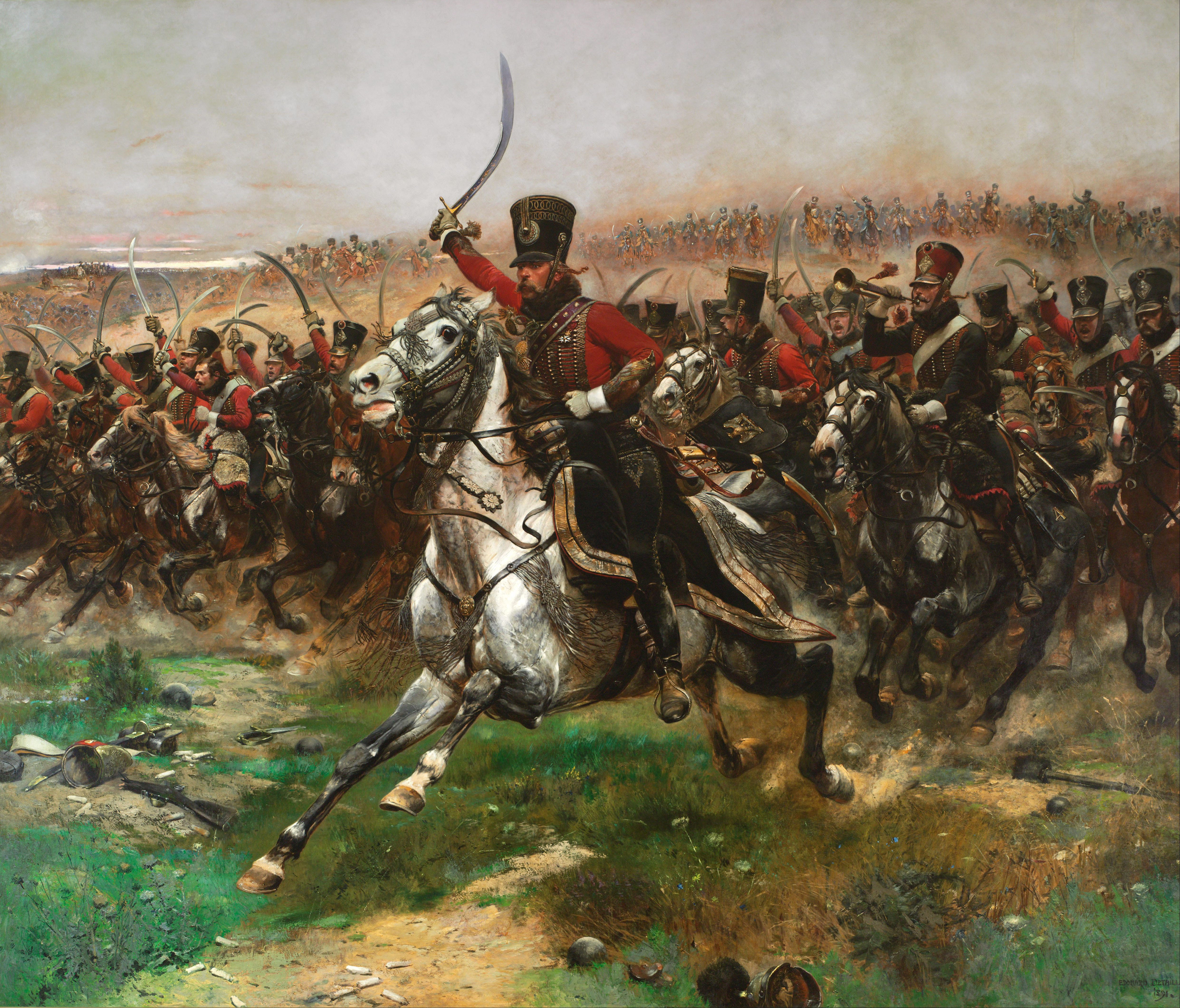
法國第四騎兵團於弗里德蘭戰役，埃杜阿爾·德泰勒（英语：Edouard Detaille）作品，1891年。
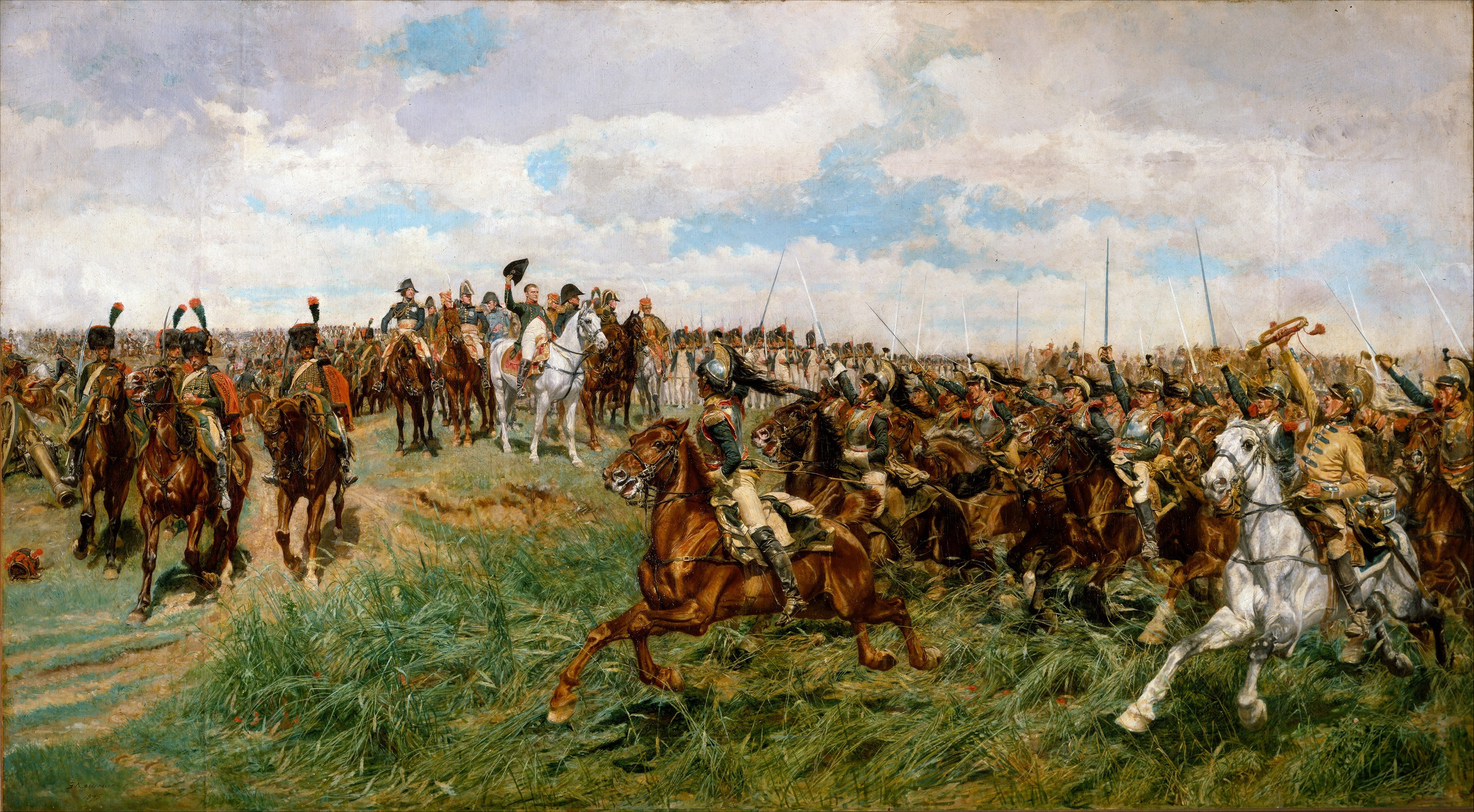
1807年弗里德蘭戰役中，重騎兵向拿破崙敬禮，歐內斯特·梅索尼耶（英语：Ernest Meissonier）作品，1875年。

給倒地士兵遞水

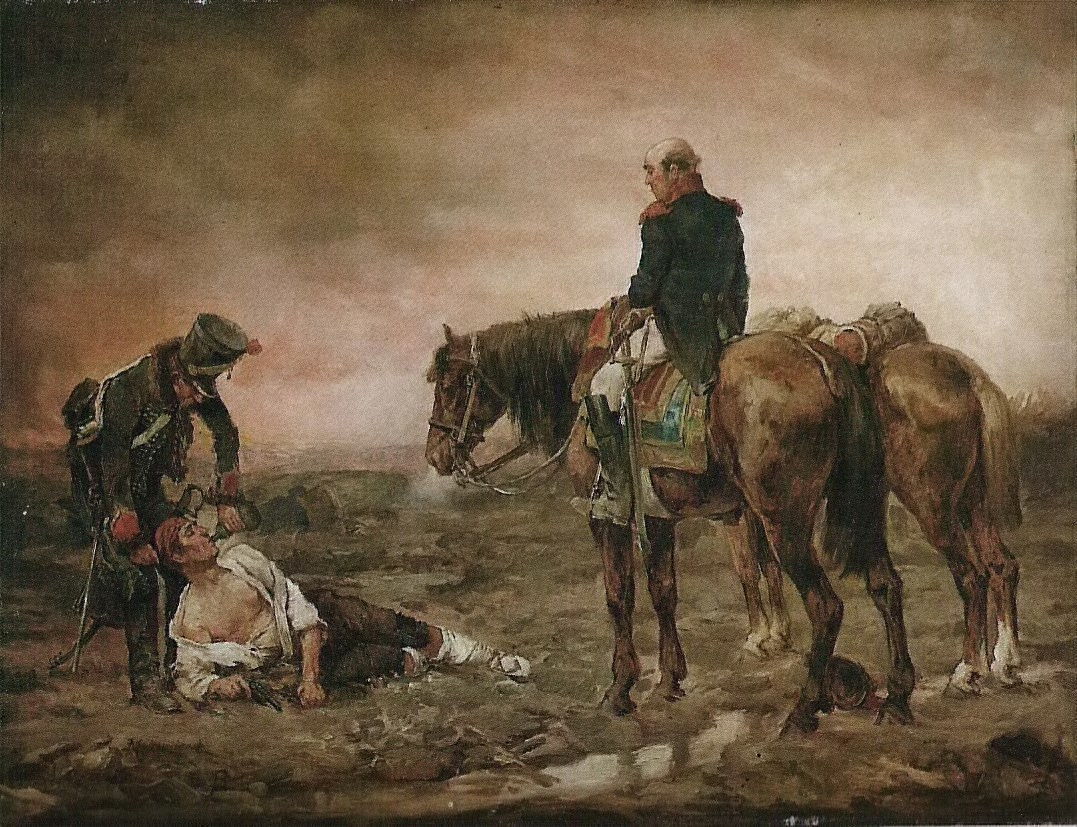
《戰後救濟》，讓-路易-歐內斯特·梅索尼耶（英语：Jean-Louis-Ernest Meissonier）作品，19世紀。
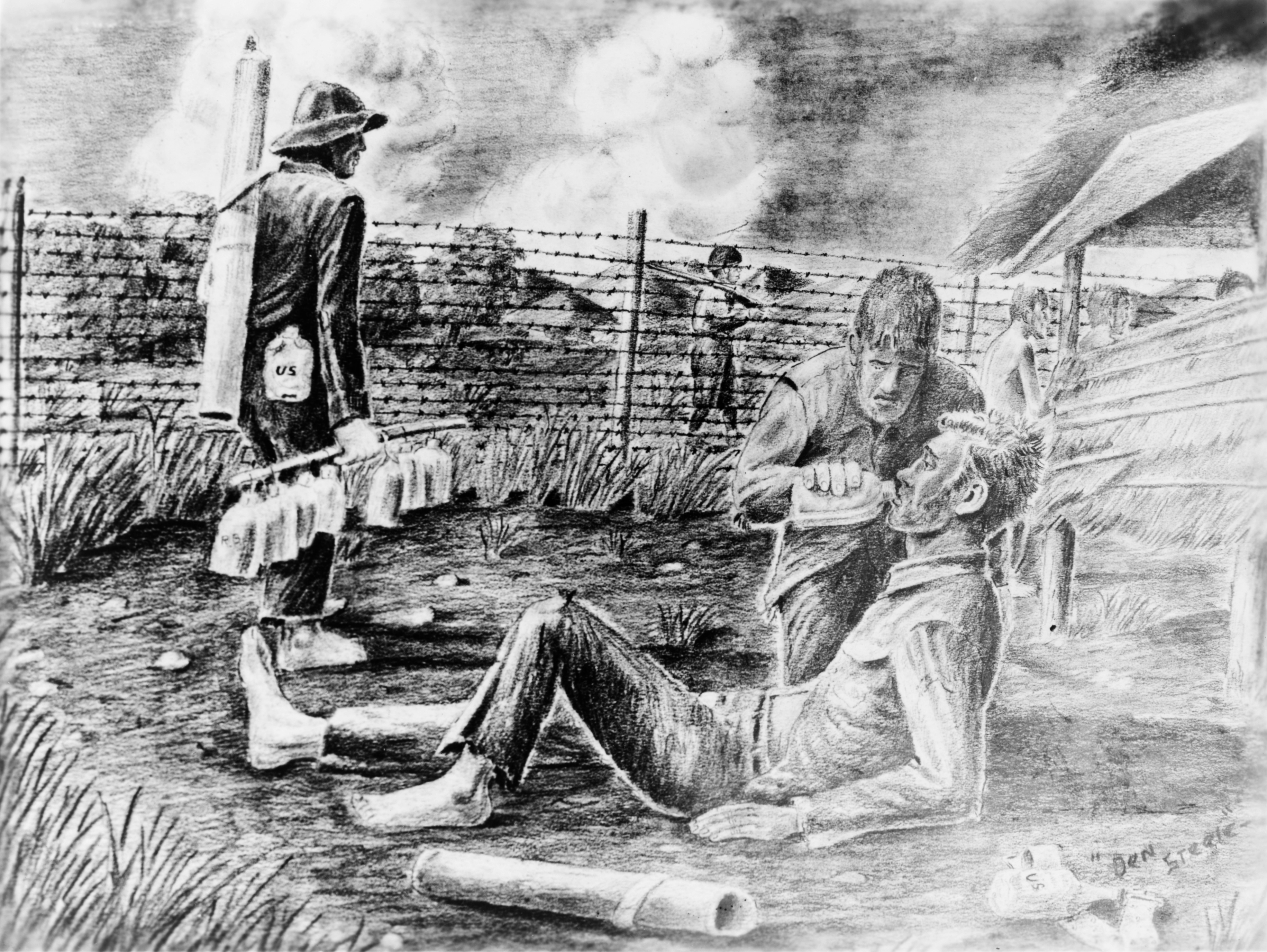
1945年，描繪美國戰俘在菲律賓日本監獄營被遞水的速寫。

河川渡越

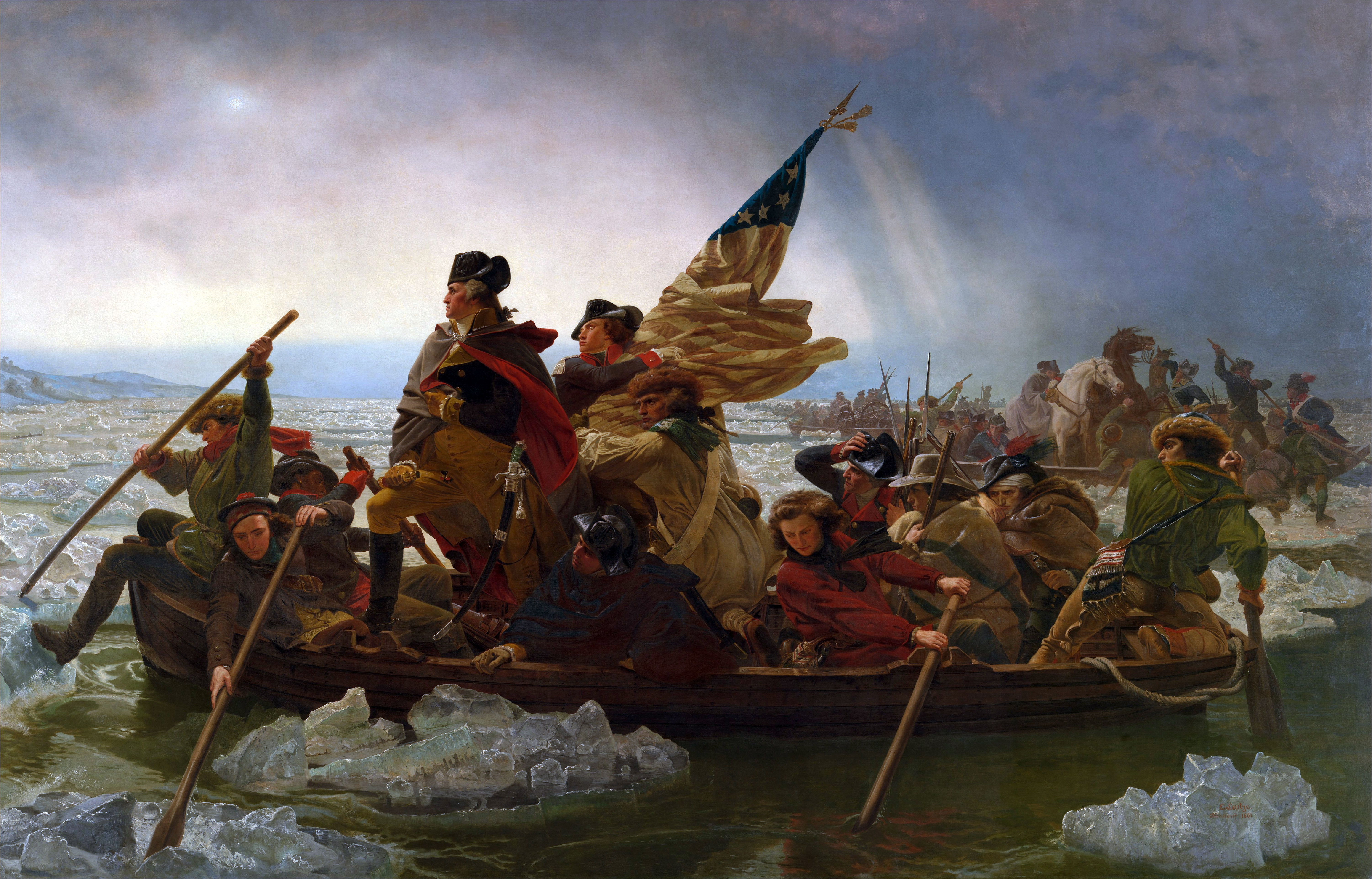
《華盛頓渡過特拉華河（英语：Washington Crossing the Delaware）》，1776年12月25-26日夜間，埃馬紐埃爾·勒茲（英语：Emanuel Leutze）於杜塞爾多夫1850年所畫。
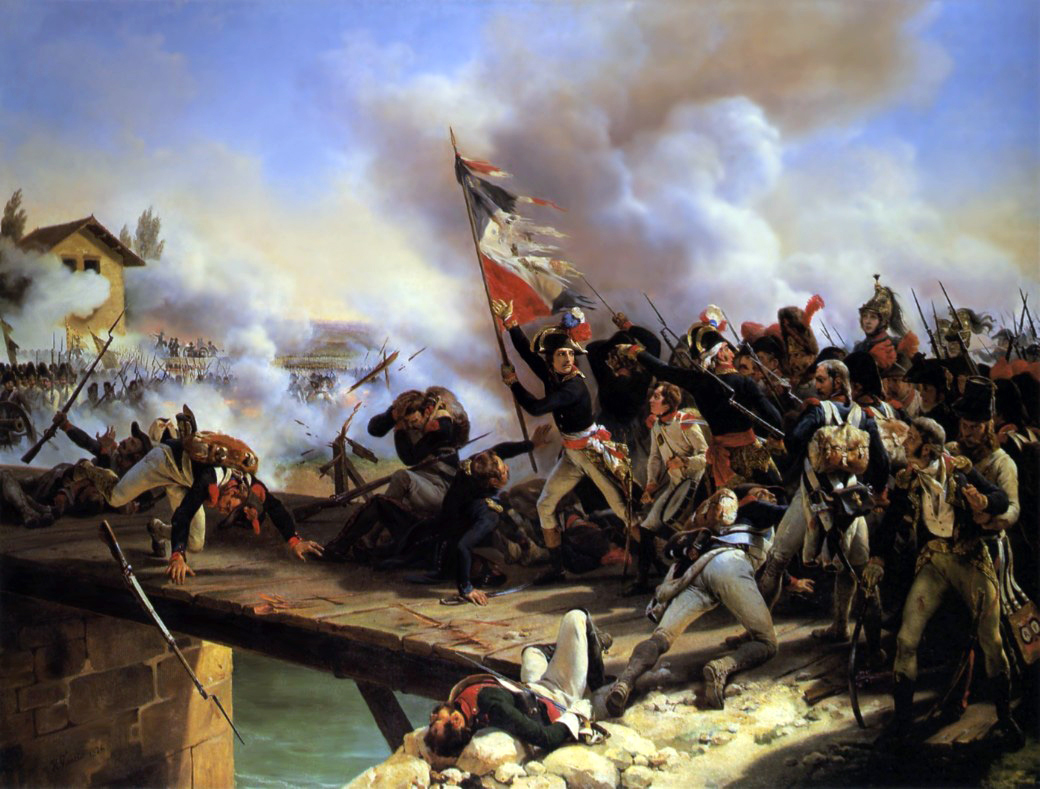
拿破崙於1796年橫渡阿爾科爾橋（英语：Battle of the Bridge of Arcole），霍拉斯·韋爾內（英语：Horace Vernet）1826年繪製。
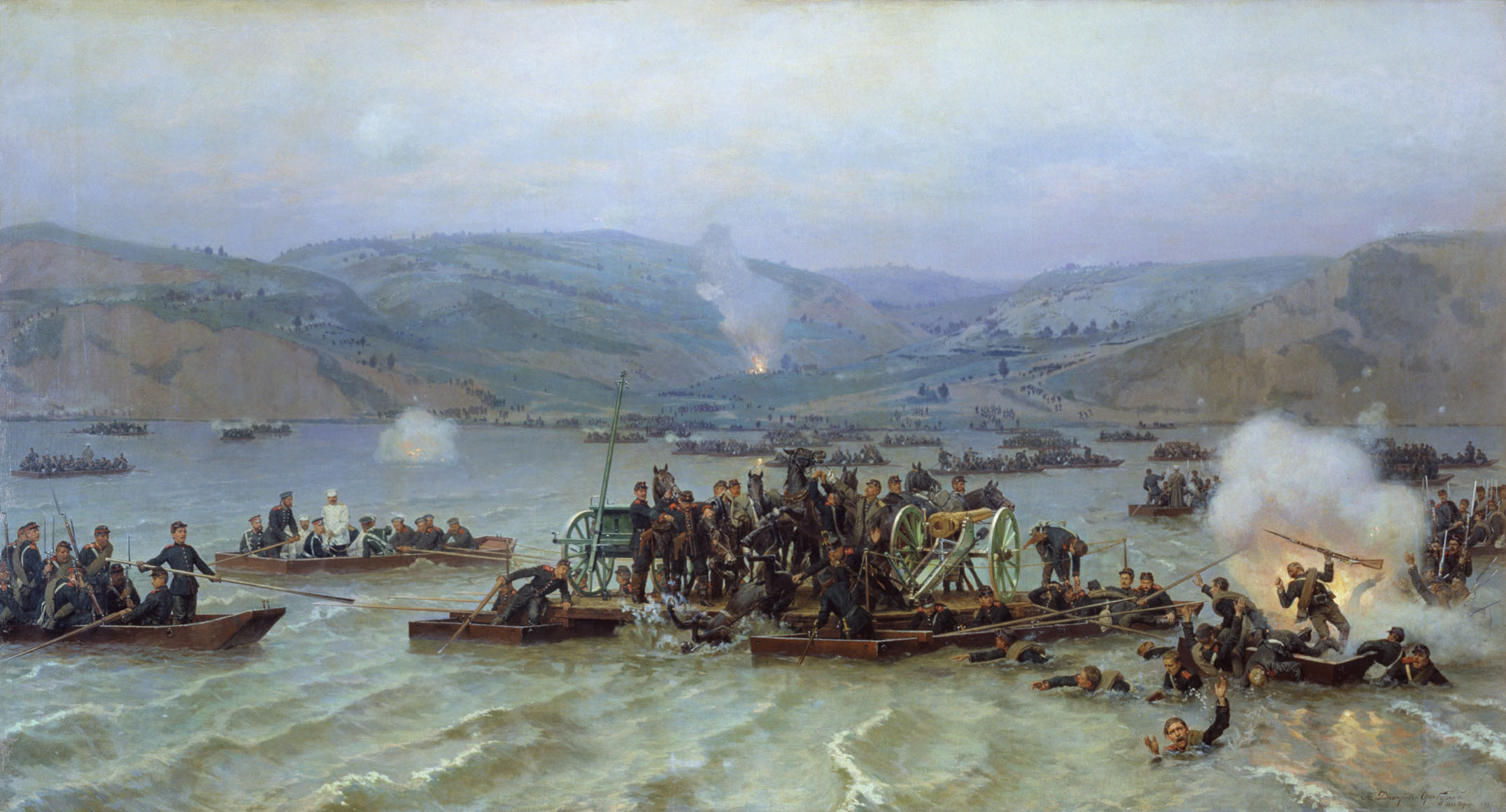
1877年6月15日俄軍於季姆尼察（英语：Zimnitsa）附近多瑙河渡河，尼古拉·德米特里耶夫-奧倫堡斯基（英语：Nikolai Dmitriev-Orenburgsky）於巴黎1883年繪製。

宣傳畫

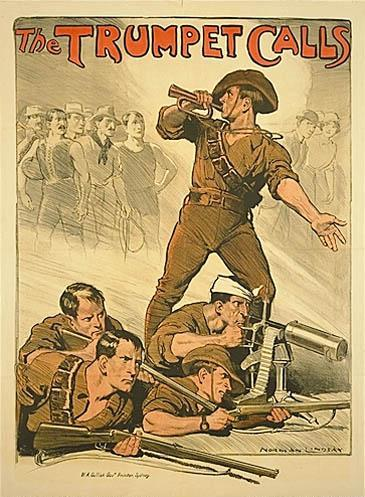
《喇叭號召》，諾曼·林賽（英语：Norman Lindsay），澳大利亞，1914–1918年。
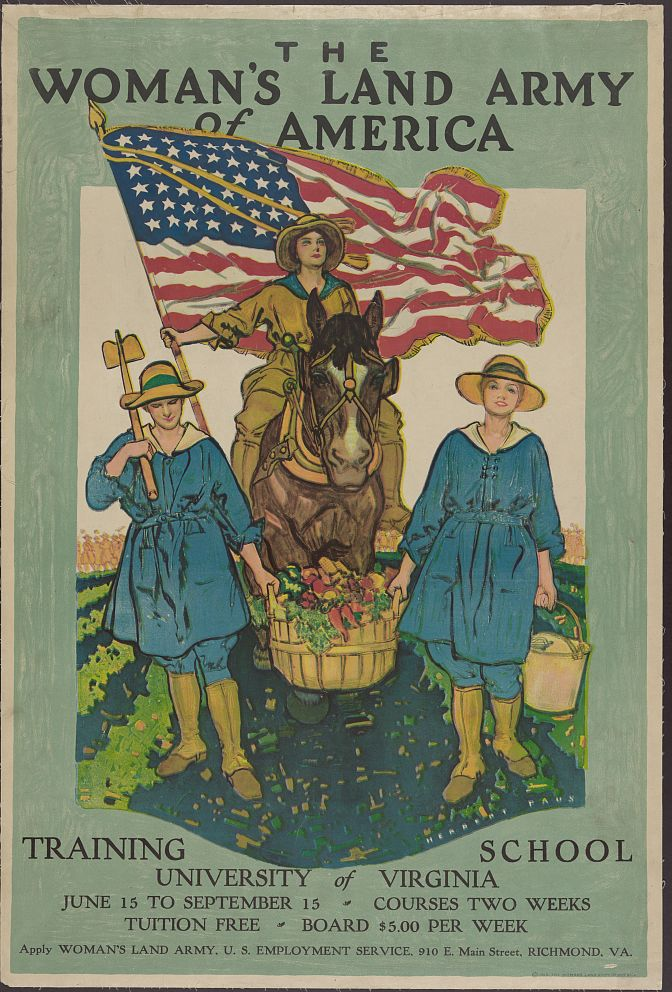
《美國婦女農業軍，美國，1918年。
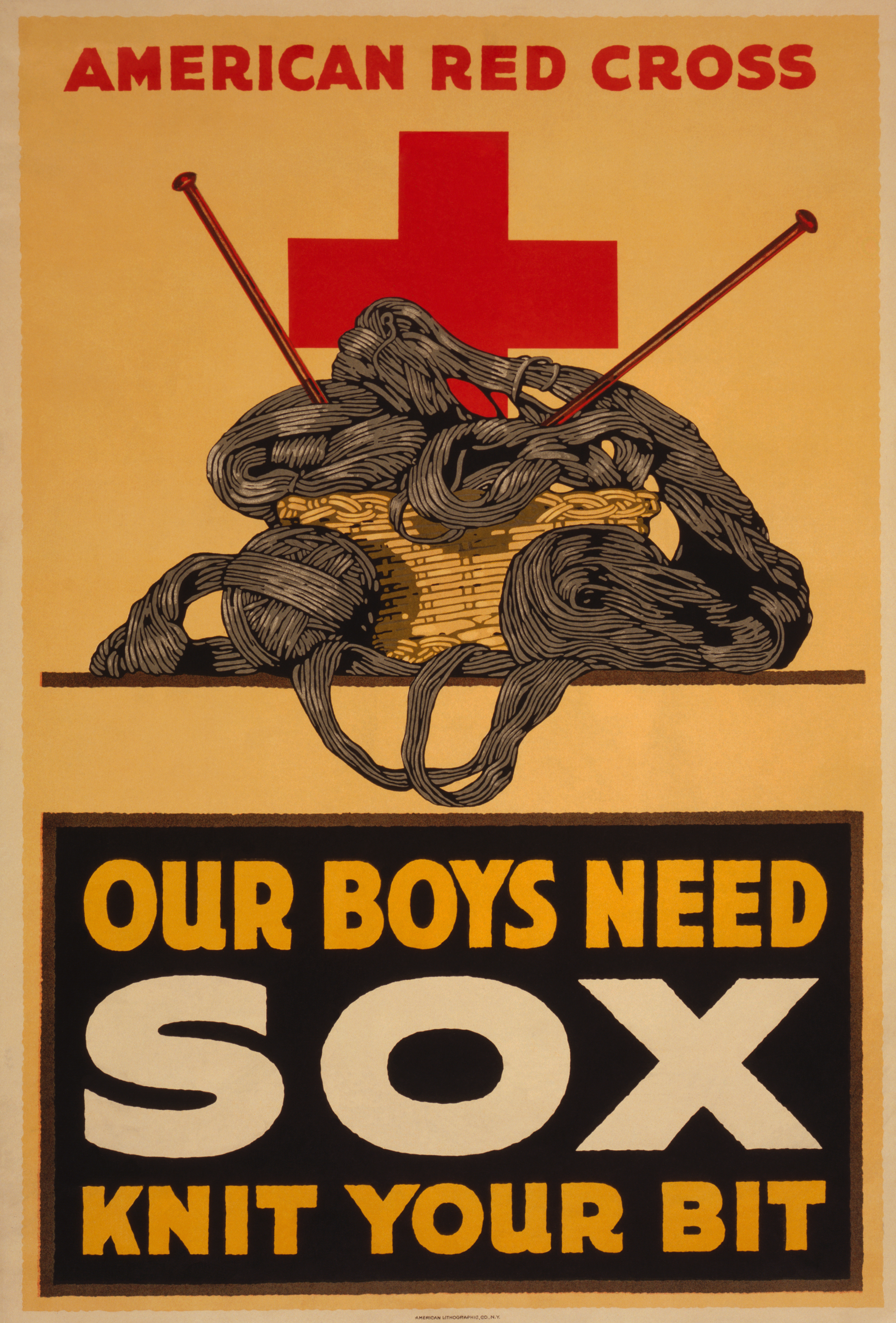
《我們的男孩需要襪子——織你的那份》，美國，1917–1918年。
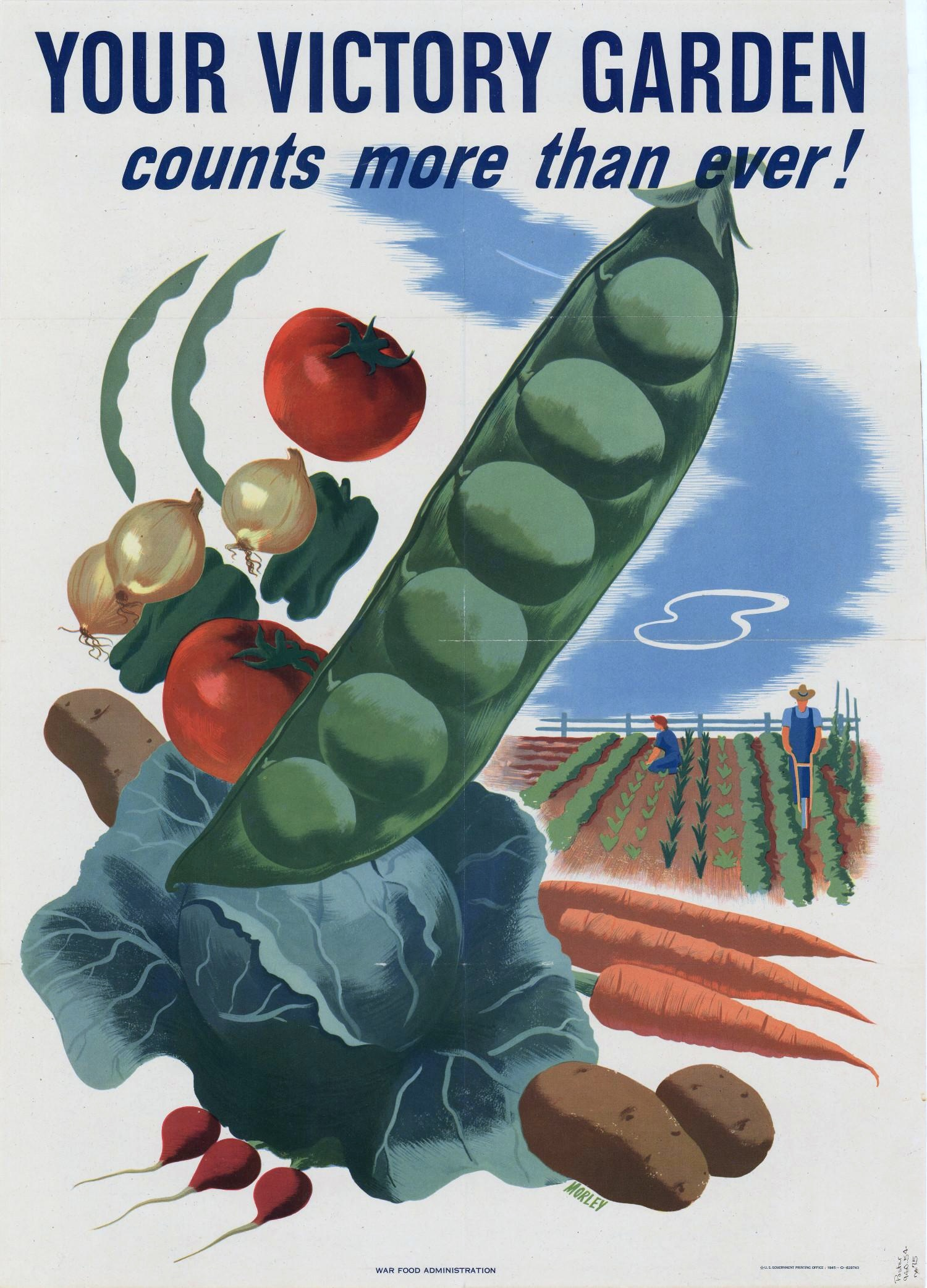
《勝利花園》海報，美國，1945年。

### 書籍
- Baker, Darrell (2008). The Encyclopedia of the Pharaohs: Volume I – Predynastic to the Twentieth Dynasty 3300–1069 BC. Stacey International. ISBN 978-1-905299-37-9
- DP Becker in KL Spangeberg (ed), Six Centuries of Master Prints, Cincinnati Art Museum, 1993. ISBN 0-931537-15-0
- Brandon, Laura. (2008). Art and War. New York: I.B. Tauris. ISBN 978-1-84511-237-0; OCLC 225345535
- Carrier, Peter. Holocaust monuments and national memory cultures in France and Germany since 1989: the origins and political function of the Vél' d'Hiv' in Paris and the Holocaust Monument in Berlin, Berghahn Books, 2006, ISBN 1-84545-295-X, 9781845452957
- Foss, Brian. (2006). War Paint: Art, War, State, and Identity in Britain, 1939–45. New Haven: Yale University Press. ISBN 978-0-300-10890-3; OCLC 166478725
- Gough, Paul. (2010). A Terrible Beauty: British Artists in the First World War. Bristol: Sansom & Co. ISBN 9781906593001; OCLC 559763485

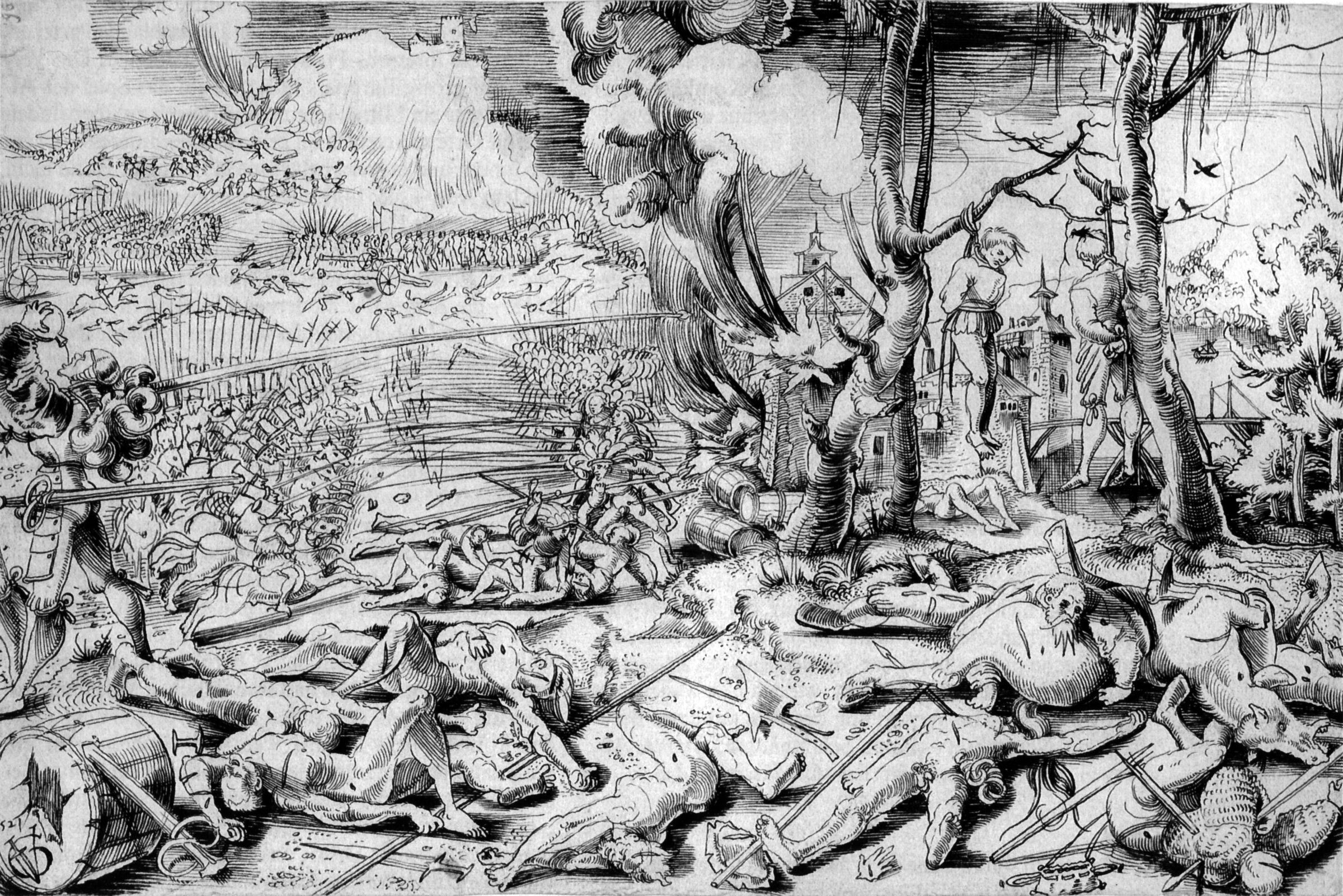
馬里尼亞諾戰役後，由烏爾斯·格拉夫於1521年繪製

- 弗雷德里克·哈特（英语：Frederick Hartt）, History of Italian Renaissance Art, (2nd edn.)1987, Thames & Hudson (US Harry N Abrams), ISBN 0-500-23510-4
- Hichberger, J.W.M. (1991). Images of the Army: The Military in British Art, 1815–1914. Manchester: Manchester University Press. ISBN 978-0-7190-2675-1; OCLC 232947212
- Holmes, Richard. (2003). The Oxford Companion to Military History. Oxford: Oxford University Press. ISBN 978-0-19-860696-3; OCLC 231975512
- 休·霍努爾（英语：Hugh Honour） and John Fleming, A World History of Art, 1st edn. 1982 & many later editions, Macmillan, London, page refs to 1984 Macmillan 1st edn. paperback. ISBN 0-333-37185-2
- James, Pearl. Picture this: World War I posters and visual culture, 2010, University of Nebraska Press, ISBN 0-8032-2610-1, ISBN 978-0-8032-2610-4,[1]
- Kettering, Alison McNeal. Gerard ter Borch's Military Men; Masculinity Transformed, in The public and private in Dutch culture of the Golden Age, Arthur K. Wheelock, Adele F. Seeff (eds), 2000, University of Delaware Press, ISBN 0-87413-640-7, ISBN 978-0-87413-640-1
- Maenius, Chase. 13 Masterpieces. Underground Media Publishing, 2015. ISBN 1320309550
- McCloskey, Barbara. (2005).  Artists of World War II. Westport: Greenwood Press. ISBN 978-0-313-32153-5; OCLC 475496457
- Mosse, Fallen Soldiers: Reshaping the Memory of the World Wars. Oxford University Press US, 1991. ISBN 0-19-507139-5, ISBN 978-0-19-507139-9
- Nara, Hiroshi. (2007). Inexorable Modernity: Japan's Grappling with Modernity in the Arts.Lanham, Maryland: Lexington Books. ISBN 978-0-7391-1841-2; ISBN 978-0-7391-1842-9; OCLC 238825589
- Norman, Geraldine. (1977). Nineteenth-Century Painters and Painting: a Dictionary. Berkeley: University of California Press. ISBN 978-0-520-03328-3; OCLC 300187133
- Pepper, Simon. "Battle pictures and military scenes", in 格羅夫藝術線上（英语：Grove Art Online） (restricted access, refs to sections), accessed 22 March 2011
- 傑西卡·羅森 (ed). The British Museum Book of Chinese Art, 2007 (2nd edn), British Museum Press, ISBN 978-0-7141-2446-9
- Paret, Peter (1997). Imagined Battles. Reflections of War in European Art. Chapel Hill: University of North Carolina. ISBN 978-0-8078-2356-9; OCLC 260076007
- Reid, John B. (1977). Australian Artists at War: Compiled from the Australian War Memorial Collection. Volume 1. 1885–1925; Vol. 2 1940–1970. South Melbourne, Victoria: Sun Books. ISBN 978-0-7251-0254-8; OCLC 4035199
- Ross, Alan. (1983). Colours of War: War Art, 1939–45. London: J. Cape. OCLC 122459647
- Russell, Ronald, Discovering Antique Prints, Osprey Publishing, 2001, ISBN 0-7478-0499-0, ISBN 978-0-7478-0499-4,[2]
- 邁耶爾·沙皮諾（英语：Meyer Schapiro）, The Religious Meaning of the Ruthwell Cross (orig. 1944), in Selected Papers, volume 3, Late Antique, Early Christian and Mediaeval Art, 1980, Chatto & Windus, London, ISBN 0-7011-2514-4
- Slive, Seymour Slive. Dutch Painting, 1600–1800, Yale UP, 1995,ISBN 0-300-07451-4
- Stover, Eric and Harvey M. Weinstein. (2004). My Neighbor, my Enemy: Justice and Community in the Aftermath of Mass Atrocity. Cambridge: Cambridge University Press. ISBN 978-0-521-83495-7; ISBN 978-0-521-54264-7; OCLC 183926798
- Strudwick, Nigel C. (2005). Texts from the Pyramid Age. Writings from the Ancient World (book 16). Atlanta: Society of Biblical Literature. ISBN 978-1-58983-680-8
- Tsuruya, Mayu. (2005).  Sensô Sakusen Kirokuga ("War Campaign Documentary Painting"): Japan's National Imagery of the 'Holy War', 1937–1945. Ph.D. dissertation, University of Pittsburgh.

### 進一步閱讀
- Binek, Lynn K. and Walter A Van Horn. (1989). Drawing the Lines of Battle : Military Art of World War II Alaska.  Anchorage, Alaska: Anchorage Museum of History and Art. OCLC 20830388
- Carman, W. Y. (2003). The Ackermann military prints: uniforms of the British and Indian armies, 1840–1855. Atglen, Pennsylvania: Schiffer Pub. ISBN 0-7643-1671-0
- Cork, Richard. 1994. A Bitter Truth: Avant-garde Art and the Great War. New Haven: Yale University Press. ISBN 978-0-300-05704-1; OCLC 185692286
- Foot, Michael Richard Daniel. (1990). Art and war: twentieth century warfare as depicted by war artists. London: Headline. ISBN 978-0-7472-0286-8; OCLC 21407670
- Gilkey, Gordon. War Art of the Third Reich. Bennington, Vermont: International Graphics Corporation, 1982. 10-I
- Gallatin, Albert Eugene. (1919).  Art and the Great War. New York: E.P. Dutton. OCLC 422817
- Hale, John (1990). Artists and Warfare in the Renaissance. New Haven: Yale University Press. ISBN 0-300-04840-8.
- Hodgson, Pat (1977). The War Illustrators.  London: Osprey. OCLC 462210052
- Johnson, Peter (1978). Front-Line Artists. London: Cassell. ISBN 978-0-304-30011-2; OCLC 4412441
- Jones, James (1975). WW II: a Chronicle of Soldiering. New York: Grosset & Dunlap. 1617592
- Lanker, Brian and 妮可·紐納姆（英语：Nicole Newnham）. (2000). They Drew Fire: combat artists of World War II. New York: TV Books. ISBN 978-1-57500-085-5; OCLC 43245885
- Chase Maenius. The Art of War[s]: Paintings of Heroes, Horrors and History. 2014. ISBN 978-1320309554
- Nevill, Ralph and William Gladstone Menzies. (1909). British Military Prints. London: The Connoisseur Publishing. OCLC 3509075
- Prendergast, Christopher (1997). Napoleon and history painting: Antoine-Jean Gros's La Bataille d'Eylau.  Oxford: Oxford University Press. ISBN 978-0-19-817402-8; ISBN 978-0-19-817422-6; OCLC 35777393

澳洲
- Reid, John B. (1977). Australian Artists at War: Compiled from the Australian War Memorial Collection. Volume 1. 1885–1925; Vol. 2 1940–1970. South Melbourne, Victoria: Sun Books. ISBN 978-0-7251-0254-8; OCLC 4035199

加拿大
- Brandon, Laura (2021). War Art in Canada: A Critical History. Toronto: Art Canada Institute, 2021. ISBN 978-1-4871-0271-5
- Oliver, Dean Frederick, and Laura Brandon (2000). Canvas of War: Painting the Canadian Experience, 1914 to 1945. Vancouver: Douglas & McIntyre. ISBN 978-1-55054-772-6; OCLC 43283109
- Tippett, Maria. (1984). Art at the Service of War: Canada, Art, and the Great War. Toronto: University of Toronto Press. ISBN 978-0-8020-2541-8; OCLC 13858984

德國
- Gilkey, Gordon. War Art of the Third Reich. Bennington, Vermont: International Graphics Corporation, 1982. ISBN 978-0-86556-018-5; OCLC 223704492
- Weber, John Paul. (1979). The German War Artists. Columbia, South Carolina: Cerberus. 	ISBN 978-0-933590-00-7; OCLC 5727293
- Yenne, William P. (1983). German War Art, 1939–1945. New York: Crescent Books. ISBN 978-0-517-34846-8; OCLC 611620194

日本
- Nussbaum, Louis Frédéric and Käthe Roth. (2005). Japan Encyclopedia. Cambridge: 哈佛大学出版社. ISBN 978-0-674-01753-5; OCLC 48943301
- Okamoto, Shumpei and 唐纳德·基恩. (1983). Impressions of the Front: Woodcuts of the Sino Japanese War, 1894–95. Philadelphia: Philadelphia Museum of Art. OCLC 179964815

紐西蘭
- Haworth, Jennifer. (2007). The Art of War: New Zealand War Artists in the Field 1939–1945. Christchurch, New Zealand: Hazard Press. ISBN 978-1-877393-24-2; OCLC 174078159

南非
- Carter, Albert Charles Robinson. (1900). The Work of War Artists in South Africa. London: "The Art Journal" Office. OCLC 25938498
- Huntingford, N. P. C. (1986). A Selection of South African Military art, 1939–1945, 1975–1985. Pretoria : Military Art Advisory Board, Defence Headquarters. OCLC 79317946

烏克蘭
- Еволюція воєнного мистецтва: у 2 ч. / Д. В. Вєдєнєєв, О. А. Гавриленко, С. О. Кубіцький та ін.; за заг. ред. В. В. Остроухова. – К.: Вид-во НА СБУ, 2017.

英國
- Gough, Paul. (2010). A Terrible Beauty: British Artists in the First World War. Bristol: Sansom and Company. ISBN 978-1-906593-00-1; OCLC 559763485
- Harries, Meirion and Suzie Harries. (1983). The War Artists: British Official War Art of the Twentieth Century. London: Michael Joseph. ISBN 978-0-7181-2314-7; OCLC 9888782
- Harrington, Peter. (1983). British Artists and War: The Face of Battle in Paintings and Prints, 1700–1914. London: Greenhill. ISBN 978-1-85367-157-9; OCLC 28708501
- Haycock, David Boyd. (2009). A Crisis of Brilliance: Five Young British Artists and the Great War. London: Old Street Publishing. ISBN 978-1-905847-84-6; OCLC 318876179
- Sillars, Stuart (1987). Art and Survival in First World War Britain. New York: St. Martins Press. ISBN 978-0-312-00544-3; OCLC 14932245
- Holme, Charles. (1918). The war depicted by distinguished British artists. London: The Studio（英语：The Studio (magazine)） OCLC 5081170
- Thorniley-Walker, Jane. (2006).  War Art: Murals and Graffiti – Military Life, Power and Subversion. Bootham: Council for British archaeology. ISBN 978-1-902771-56-4; OCLC 238785409

美國
- Cornebise, Alfred. (1991). Art from the trenches: America's Uniformed Artists in World War I. College Station: Texas A & M University Press. ISBN 978-0-89096-349-4; OCLC 22892632
- Dempsey, L James. (2007). Blackfoot War Art: Pictographs of the Reservation Period, 1880–2000. Normanm Oklahoma: University of Oklahoma Press. ISBN 978-0-8061-3804-6; OCLC 70839712
- Foley, William A. (2003). Visions from a Foxhole: a rifleman in Patton's Ghost Corps. NY: Ballantine ISBN 9780891418122 plus Artist Interview about experience and exhibit at the 普利茲克軍事博物館（英语：Pritzker Military Library） from 22 January – 9 April 2010
- Gilkey, Gordon. War Art of the Third Reich. Bennington, Vermont: International Graphics Corporation, 1982). 10-I
- Harrington, Peter, and Frederic A. Sharf. (1988). A Splendid Little War; The Spanish–American War, 1898; The Artists' Perspective.  London: Greenhill. ISBN 978-1-85367-316-0; OCLC 260112479

## 外部連結
- . 美國陸軍軍事歷史中心及史密森尼國家美國歷史博物館. 1993.華盛頓州圖書館「華盛頓歷史經典」系列中可線上瀏覽版畫
- 戰爭藝術，1500件紐西蘭藝術作品線上展覽
- Mémorial de Caen， 1914–1918戰爭，第一次世界大戰的畫家

英國國防部 (MoD)， *MoD 藝術收藏與戰地畫家
英國國家檔案館, 《戰爭藝術》
- 安妮·S·K·布朗軍事收藏，布朗大學圖書館
- 牆上的武器（英语：Weapons on the Wall），英國第二次世界大戰海報
- 紐西蘭檔案館（英语：Archives New Zealand）, 戰爭藝術數位化

1. ↑  James, Pearl. . U of Nebraska Press. 2009. ISBN 978-0-8032-2695-1.
2. ↑  Russell, Ronald. . Bloomsbury USA. 2001. ISBN 978-0-7478-0499-4.